# Homosexualitat als Estats Units

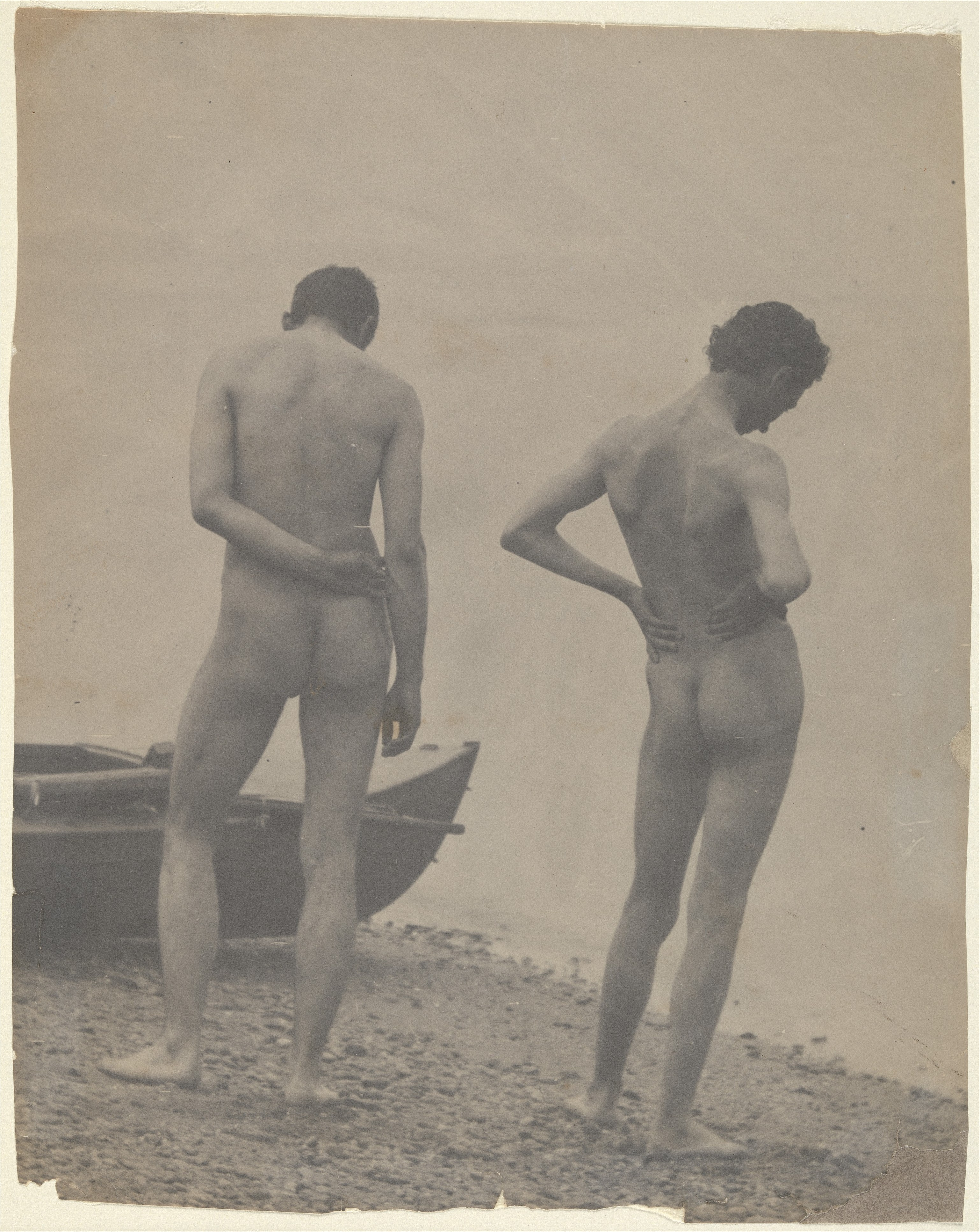
Autoretrat del pintor Thomas Eakins, conegut pels seus treballs homoeròtics, amb John Laurie Wallace. Fotografiat cap a 1883.

La història de l'homosexualitat als Estats Units és, fins al segle xx, la de persones que havien de viure la seva condició d'amagat, per temor de persecució legal i menyspreu social. A causa d'aquest ocultament, pel qual la llengua anglesa ha creat l'expressió in the closet (en l'armari), l'estudi modern d'aquesta història ha d'acontentar-se amb fonts insuficients. El fet afecta especialment l'estudi del lesbianisme fins a la meitat del segle xx. La situació de marginació va portar a la creació de subcultures en les quals els homosexuals podien viure les seves preferències, tal com es pot demostrar des de principi del segle xx.
Tal com ha ocorregut en altres països, la manera en què s'entén l'homosexualitat als Estats Units ha evolucionat des del pecat, el delicte i la malaltia, fins a arribar al fet natural. A causa que els diferents estats federals nord-americans tenen lleis diferents, la despenalització dels actes homosexuals s'ha realitzat als Estats Units de manera molt escalonada. El primer estat que va eliminar la seva llei de sodomia va ser Illinois el 1962. En alguns altres estats, els actes homosexuals podien ser castigats fins a 2003.
L'adaptació de les lleis es va retardar considerablement pel que fa al desenvolupament sociocultural. L'equiparació dels homosexuals va ser part i conseqüència d'una liberalització de la sexualitat pel que fa a les tradicions culturals, que han anat perdent importància durant el segle XX i que van donar pas al concepte de llibertat sexual individual. L'emancipació dels homosexuals va començar als Estats Units durant la Segona Guerra Mundial. Fites importants al camí van ser l'estudi El comportament sexual masculí (1948) d'Alfred Kinsey, la fundació de la Mattachine Society (1950), el moviment de drets civils (1955-1968), alguns dels promotors dels quals més tard es faran activistes homosexuals, els disturbis de Stonewall (1969), la creació d'organitzacions de lluita, com el Gay Liberation Front (1969), l'eliminació de l'homosexualitat del catàleg de malalties de l'Associació Psiquiàtrica dels Estats Units (1973), la reorientació del moviment gai durant la crisi de la sida des de 1981, la inclusió de minories, com els transsexuals (des dels anys noranta), i la lluita pel matrimoni homosexual al segle XXI.

## Homosexualitat en les cultures indígenes nord-americanes

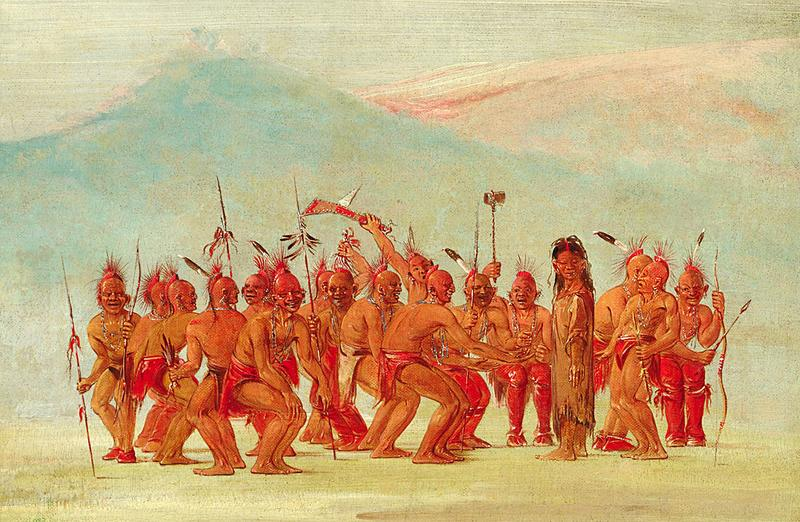
Dance to the Berdache, dibuix de George Catlin (1796-1872).

Es tenen notícies de més de 130 pobles diferents d'indígenes nord-americans que tenien una categoria especial d'homes, que portaven roba de dona, realitzaven treballs de dona, com la cistelleria o la terrisseria, tenien relacions sexuals amb altres homes, i que tenien una funció espiritual especial dins de la comunitat.
Denominats berdache (dos esperits), no eren classificats com a homosexuals, sinó que eren considerats com un tercer o quart sexe, la particularitat del qual era que en un mateix cos tenien dues ànimes. Entre els primers europeus que van descriure els berdache al territori que actualment formes els Estats Units es troben missioners cristians i descobridors com Álvar Núñez Cap de Vaca, Jacques Marquette, Pierre Liette i Pierre François Xavier de Charlevoix.
Fins i tot els europeus interessats en l'etnologia —com l'artista George Catlin, que va observar, va descriure i va pintar berdaches fins i tot en la dècada de 1830—, preconitzaven la seva eliminació. A pesar que, dins del renovat interès que existeix per la cultura nativa, alguns pocs nadius s'identifiquen com berdache, la cultura multisexual indígena ha desaparegut pràcticament íntegrament sota la dominació europea.

## Època colonial
Des del començament de la colonització europea fins ben entrat al segle xx, la percepció de l'homosexualitat va estar determinada per la tradició bíblica, que relacionava el fenomen indefectiblemente amb el pecat de Sodoma i Gomorra. Els puritans, que a partir de 1620 emigren de manera nombrosa cap a Nova Anglaterra, avorrien especialment la «sodomia» i la consideraven, al costat del bestialisme, el pitjor dels pecats.
Amb l'excepció de Geòrgia, estat al qual no existia una legislació sobre actes homosexuals, la sodomia era punible a les Tretze Colònies britàniques. Als estats de Nova York, Nova Jersey, Delaware, Maryland i Carolina del Nord l'homosexualitat va ser tractada durant molt temps segons la Common Law britànica, que criminalitzava qualsevol acte sexual que no servís per a la reproducció, independentment del sexe dels «delinqüents». A Nou Hampshire, Massachusetts, Rhode Island, Connecticut, Virgínia i Carolina del Sud existien lleis pròpies amb contingut la majoria de les vegades estava literalment de la prohibició de la sodomia que es troba al llibre Levític de la Bíblia. A Pennsilvània van canviar les lleis diverses vegades; mentre els quàquers van dominar la colònia (1681-1693), Pennsilvània era l'única colònia que no castigava l'homosexualitat masculina amb la mort. A excepció de Massachusetts, les dones estaven subjectes a les lleis que prohibien la sodomia, igual que els homes; no obstant això, els processos per actes lèsbics eren extremadament rars durant l'època colonial.
El primer cas de condemna d'un europeu per sodomia al territori que posteriorment seria els Estats Units va ser el del traductor francès Guillem, que va perdre la vida el 1566 a la colònia novohispana de Florida. La primera condemna a una colònia britànica nord-americana va ser la de Richard Cornish, que va ser penjat a Virgínia el 1625, presumptament després d'haver violat un altre home. El 1629 es va acusar cinc homes joves, que havien emigrat a bord del Talbot a la Colònia de la Badia de Massachusetts, d'actes homosexuals; les autoritats locals no es van considerar capaces de jutjar «tan horrible crim» i els van enviar de tornada a Anglaterra perquè fossin jutjats. La primera dona que va haver d'enfrontar-se a una acusació per actes lèsbics va ser la resident de la Colònia de la Badia de Massachusetts Elizabeth Johnson el 1648. Fins a la fi del segle xix no es van documentar molts casos de sodomia, de manera que es consideren casos excepcionals.

## Seglesxviiiixix

### Liberalització del dret penal
Després de la independència dels Estats Units el 1776, els estats van mantenir les lleis heretades de l'època colonial, que generalment preveien la pena de mort per als actes homosexuals entre homes. També eren punibles en la majoria dels estats els actes homosexuals entre dones fins a la fi del segle xx, però les persecucions eren molt rares i les penes solien ser més benignes. Dins d'una liberalització generalitzada que va tenir la seva font en la Il·lustració i la revolució francesa, l'estat de Pennsilvània va ser el primer dels 13 estats nord-americans a abolir la pena de mort per sodomia el 1786. Va ser reemplaçat per una pena de deu anys de presó i la confiscació de tots els béns. Altres estats nord-americans van seguir; no obstant això, a Carolina del Sud, els sodomites convictes podien ser condemnats a mort fins a l'any 1873.

### Començament de la conversió de l'homosexualitat en un problema psicològic
La percepció que l'homosexualitat era un problema psicològic va aconseguir el seu zenit amb el sorgiment de la psicoanàlisi vers 1896. No obstant això, les seves arrels ja es troben al principi del segle xix. A publicacions pedagògiques sobre la sexualitat, com The Young Man's Guide («la guia del jove» de William Andrus Alcott, 1833) i Lecture to Young Men on Chastity («Lliçó a un home jove sobre la castedat» de Sylvester Graham, 1848), s'afirmava que comportaments sexuals no desitjats, com la masturbació o l'homosexualitat, tenien conseqüències greus sobre la salut: bogeria, ball de sant Vito, epilèpsia, retard mental, paràlisi, apoplexia, ceguesa, hipocondria i tuberculosi.

### Formes tolerades
Al segle xviii i l'inici del XIX la persecució de l'homosexualitat es va veure dificultada pel culte a l'amistat, que es va estendre també als Estats Units. Entre les classes cultes, les amistats entre persones del mateix sexe van adquirir sovint un caràcter exclusiu i fortament emocional, a vegades eròtic. No obstant això, aquestes amistats comptaven amb l'aprovació de la societat, ja que —segons molts filòlegs moderns, de manera equivocada— se suposava que no arribaven a tenir un caràcter sexual. Documents reveladors es troben als treballs i llegats dels autors Ralph Waldo Emerson (1803-1882), Henry David Thoreau (1817-1862), Bayard Taylor (1825-1878) i Walt Whitman (1819-1892).
Una particularitat sociocultural del segle xix era l'anomenat Boston Marriage (matrimoni de Boston), una amistat a llarg termini, emocionalment intensa i exclusiva, entre dues dones, sovint feministes, que vivien juntes en una mateixa llar. Aquest tipus de solució els permetia majors llibertats per als seus compromisos socials o polítics dels quals eren possibles per a les dones casades de l'època. L'expressió es pot emprar, per exemple, per a les escriptores Sarah Orne Jewett i Annie Adams Fields, així com per a les feministes Susan B. Anthony i Anna Howard Shaw. Que una dona preferís la convivència amb una altra dona al matrimoni era acceptat per la societat victoriana, perquè se suposava que no existia un interès eròtic entre les dues. El que es pugui considerar o no a aquestes dones com a lesbianes encara és discutit pels especialistes.

## 1900-1940

### Persecució judicial

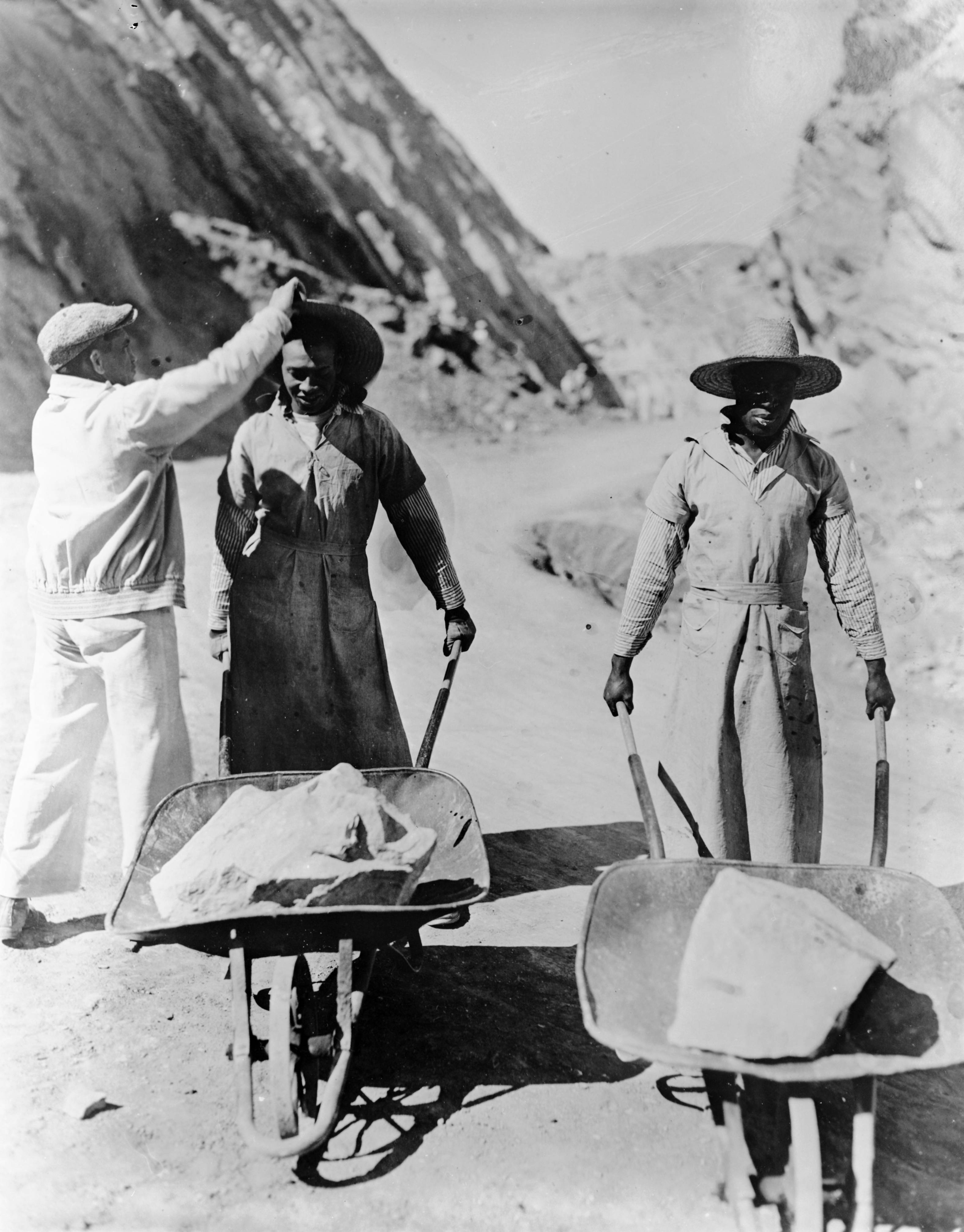
Presos a Colorado, condemnats per homosexualitat a transportar roques i vestir robes femenines (foto presa entre 1900 i 1910)

Tal com ho ha descrit John Loughery, després de l'entrada dels Estats Units en la Primera Guerra Mundial (1917) i el reclutament massiu d'homes, van augmentar de manera important els casos d'actes homosexuals. Un cas important de persecució d'homes homosexuals va ocórrer amb el Newport Sex Scandal (escàndol sexual de Newport), que va ocórrer el 1919 a la base naval de Newport, a Rhode Island. Durant les investigacions es van detenir diverses dotzenes de civils i militars, entre els quals es trobava un religiós castrense episcopalià.

### La primera organització
A la fi de 1924 Henry Gerber va fundar la Society for Human Rights a Chicago. A pesar que l'organització es presentava com a defensora de les persones amb «anomalies mentals», de fet, va ser la primera organització de defensa dels drets dels homosexuals dels Estats Units. També van publicar la primera revista per gais: Friendship and Freedom (amistat i llibertat). Uns pocs mesos després de la seva fundació, la Society for Human Rights va ser dissolta per la policia i els fundadors detinguts.

### Primers nínxols de la subcultura i punts de trobada
La industrialització va permetre una millora contínua de les condicions de vida de la classe mitjana al segle xix, la qual cosa va produir un profund canvi en les formes de vida. Els homes homosexuals es van beneficiar especialment, ja que podien abandonar les seves famílies amb facilitat, per formar comunitats de treball i de vida amb altres homes. En la dècada de 1890, Nova York ja posseïa un districte gai: el Bowery.
Locals com el Columbia Hall, el Manilla Hall, el Little Bucks i el Slide eren punts de trobada preferits per a homosexuals masculins, que a causa del seu aspecte extravagant i a la moda eren cridats sovint fairies (‘fades').
Al barri negre de Harlem, també a Nova York, que després de la Primera Guerra Mundial pot reclamar el títol de Capital de la Cultura negra dels Estats Units, van aparèixer als anys 1920 locals als quals dos homes podien ballar agarrats i als quals es feien balls de transvestits. Durant aquesta època, l'anomenat Renaixement de Harlem oferia un ambient liberal i molt obert, condicions que es van aprofitar per crear un ambient gai. Artistes homosexuals i bisexuals com Langston Hughes, Richard Bruce Nugent, Countee Cullen, Dt. Rainey, Bessie Smith, Gladys Bentley, Alberta Hunter i Ethel Waters van desenvolupar aquí una subcultura florent, que no era necessàriament visible des de l'exterior.
A Manhattan, el barri de Greenwich Village tenia també zona d'ambient gai, on transvestits tant masculins com femenins participaven en balls de màscares al Webster Hall. Els homosexuals també eren rebuts en clubs privats, com el de Polly Holladay. A principis dels anys 1930, Times Square es va convertir en un barri homosexual, on homes homosexuals vivien junts, tranquil·lament a pensions.
Zona de lligar era, entre d'altres, la del port, amb locals on buscar contactes amb mariners. Els serveis públics també s'empraven per lligar des de la fi del segle xix. També en altres ciutats nord-americanes van aparèixer els primers punts de trobada, com a Sant Francisco, on el 1933 va obrir el Black Cat Bar. Per a la majoria dels nord-americans totes aquestes subcultures eren en la seva majoria invisibles; com ha assenyalat l'historiador George Chauncey, a les primeres dècades del segle XX existia un món homosexual molt més poblat i variat que a mitjan segle. En general, sobre els homosexuals i bisexuals de principis del segle XX existia menys pressió per definir-se quant a la seva orientació sexual i definir-se com a homosexual, posseïen més llibertat per moure's entre els diferents ambients.

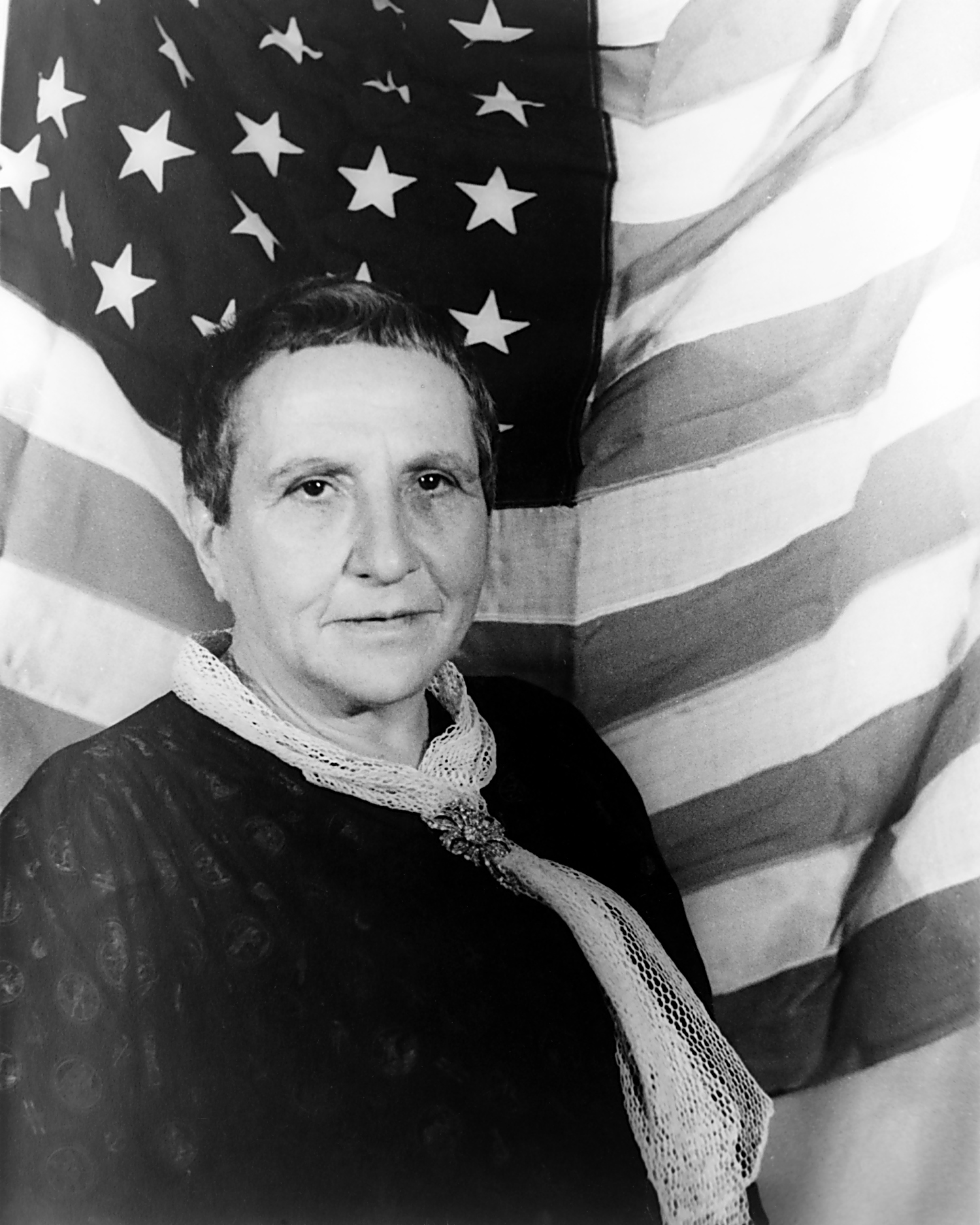
L'escriptora Gertrude Stein, fotografiada per Carl Van Vechten el 1935

Des de la fi del segle xix, certes dones lesbianes de les classes privilegiades van poder decidir sobre la seva pròpia vida per primera vegada. La creació als Estats Units de les primeres universitats per a dones els va obrir la possibilitat d'estudiar. A causa que la decisió d'estudiar, amb la independència econòmica que implicava, era sovint una decisió en contra del matrimoni, moltes dones vivien en grups i parelles que duraven més enllà de la graduació. En settlement houses (residències) les lesbianes podien viure sense ser molestades, sovint tota la seva vida adulta. Quantes de les primeres acadèmiques eren lesbianes és difícil d'avaluar i encara és discutit entre els estudiosos. Un nínxol cultural i social també ho van trobar a organitzacions com la YWCA (Young Women's Christian Association associació de joves cristianes) o al club feminista radical Heterodoxy, fundat el 1912 a Greenwich Village. Una primera personalitat amb la qual les lesbianes podien identificar-se va ser l'escriptora Willa Cather (1873-1947), que va viure quaranta anys a Greenwich Village amb la seva companya. Molts crítics veuen subtext homosexual en moltes de les seves novel·les.
Alguns homosexuals nord-americans preferien no obstant això la vida a l'estranger. Una de les més famoses va ser l'escriptora Gertrude Stein, que va viure gairebé quaranta anys a París amb la seva companya Alice B. Toklas. Des de 1899 també vivien allí la ballarina Isadora Duncan, obertament bisexual, i la poetessa Natalie Clifford Barney, que tenia una relació amb Renée Vivien. A Roma, vivia des de mitjan segle xix l'escultora Harriet Hosmer i l'actriu Charlotte Saunders Cushman, aquesta última amb la seva companya Matilda Hays.

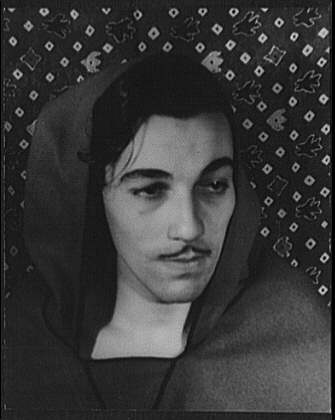
L'actor César Romero, fotografiat per Carl Van Vechten en 1934.

La majoria dels nord-americans negres i les classes més baixes no tenien ni la possibilitat d'emigrar ni la de seguir el seu propi camí, ja que vivien en condicions de subsistència a les quals, d'una banda, els joves no podien prescindir del suport de la família i, per una altra, les famílies no podien sobreviure sense el treball dels joves. Sobretot les dones, també les lesbianes, no es podien permetre quedar-se sense fills en aquestes circumstàncies, ja que el treball dels nens era necessari per a la supervivència. En tals circumstàncies l'emergència de subcultures homosexuals era pràcticament impossible i van romandre com a privilegi només a l'abast de les classes altes.
Després del Crac del 29, als anys trenta es va veure un renéixer de la gatamoixeria en molts aspectes. També la vida pública homosexual va sentir les conseqüències. Als escenaris de Nova York estava prohibit mostrar l'homosexualitat o altres continguts «pervertits» des de 1927, a conseqüència de la llei Wales Theatrical Padlock Bill. En un acte d'autocensura preventiva, la indústria del cinema es va comprometre el 1934 a complir el Codi Hays, que fixava els continguts que eren moralment acceptables per al públic. El punt 2-4 del codi —«perversió sexual o qualsevol referència estan prohibides»— excloïa la mostra de continguts homosexuals. Com que la premsa i la ràdio també ignoraven el tema i —amb l'excepció de la literatura mèdica especialitzada— els llibres tampoc s'ocupaven d'això, durant tota l'època anterior a la Segona Guerra Mundial es podia créixer com adolescent sense arribar mai a tenir notícies de l'existència d'alguna cosa com l'homosexualitat.
Els homosexuals també podien reunir-se a ciutats com Nova York als anys trenta i principi dels quaranta, sempre que pertanyessin a les classes altes. Punts de trobada famosos eren el Metropolitan Opera, el teatre Sutton i bars elegants com l'Oak Room de l'hotel The Plaza i el bar de l'Hotel Astor. Existien punts de trobada similars en altres grans ciutats. Al contrari dels llocs de trobada en barris de mala fama, aquests discrets locals no sofrien pràcticament cap assalt policial. Als anys trenta i quaranta, les lesbianes de Nova York es trobaven al Howdy Club.
En aquestes dues dècades ja hi havia estels del cinema —com els actors William Haines, el latin lover Cesar Romero, Clifton Webb i Monty Woolley— que no feien un secret de la seva homosexualitat.

## Segona Guerra Mundial
L'entrada dels Estats Units en la Segona Guerra Mundial el 1941 va tenir un pes enorme en la creació d'una identitat de grup dins dels homosexuals. El 13% de la població total nord-americana va integrar l'exèrcit durant la Guerra. Cap altra institució del país havia aconseguit tal concentració d'homes homosexuals i la paradoxa va ser que, mentre els caps militars intentaven reprimir i estigmatitzar l'homosexualitat, els homosexuals estaven impressionats pel seu propi nombre. A causa que dins dels espectacles que oferien a les tropes no hi havia suficients dones, l'adreça militar va impulsar la realització d'espectacles de Drag queen, que van ser aprofitats per molts homosexuals per establir i cuidar de forma dissimulada una cultura gai.
En els cossos femenins —com la WAC (Women's Army Corps) i la WAVES (Women Accepted for Volunteer Emergency Service)—, en els quals van servir durant la Segona Guerra Mundial 275.000 dones, va sorgir una subcultura lèsbica florent. Però també les dones civils van aprofitar la situació, ja que, en aquesta època sense homes, dues dones que sortien juntes no aixecaven sospites.
Fins a principi dels anys quaranta, l'exèrcit nord-americà s'havia ocupat dels casos aïllats d'homosexualitat amb tribunals militars. Quan els casos es van acumular durant la Segona Guerra Mundial, l'exèrcit va intentar per primera vegada impedir l'entrada d'homosexuals amb tests psicològics. Aquestes mesures es van mostrar infructuoses, ja que ni els tests eren fiables, ni els homosexuals tenien interès a ser localitzats i que se'ls carregués amb l'estigma del que no s'anaven a lliurar en la vida civil. Dels 18 milions d'homes, menys de 5.000 van ser rebutjats per homosexualitat. Molts homosexuals buscaven demostrar en l'exèrcit que no corresponien al tòpic del marieta efeminat i preferien cossos especialment «masculins» com els marines.
El nombre d'homes i dones que van ser expulsats per homosexualitat de l'exèrcit («blue discharge») es va elevar a gairebé 10.000. Per als afectats, la volta a la vida civil era sovint difícil, ja que no només havia estat exposada públicament la seva homosexualitat en contra de la seva voluntat, sinó que tampoc obtenien les compensacions a les quals habitualment tenien dret els militars dispensats.

## 1945-1968

### La reclassificació psiquiàtrica de l'homosexualitat
Amb l'auge de la psicoanàlisi (a partir de 1896), també es va imposar en la psiquiatria nord-americana la idea que l'homosexualitat era un tipus de desequilibri neurótic. Aquesta opinió també era defensada per institucions humanitàries, com els quàquers, que als anys quaranta dirigien el Quaker Emergency Service, centres de «rehabilitació» destinats especialment als homosexuals masculins. Fins a la fi de la Segona Guerra Mundial, els psiquiatres creien que l'origen de l'homosexualitat raïa en un desequilibri hormonal, tractat sovint amb medicaments. Altres mètodes típics per «guarir» l'homosexualitat van ser la psicoanàlisi tradicional, la teràpia d'aversió, la teràpia de xoc i la lobotomia (aquesta última fins a 1951). Des del segle xix, homes i dones homosexuals eren tancats per la força en hospitals, uns altres buscaven tractament psicològic per iniciativa pròpia. En general, fins a la Segona Guerra Mundial, l'homosexualitat era considerada un fenomen extremadament rar.
El 1941, el psiquiatre de Nova York George Henry va publicar el seu estudi Sex Variants (variants sexuals), basat en centenars d'entrevistes. L'estudi, controvertit pel seu mètode, va ser el primer que va oferir, als EUA, un perfil representatiu de l'homosexualitat masculina i femenina de l'època.
En general, la repressió de sexualita no reproductiva va relaxar durant aquest temps. Un factor important va ser la disponibilitat d'antibiòtics. Malalties de transmissió sexual com la sífilis i la gonorrea van esdevenir curables i la por al contagi ja no era impediment per a la liberalització del sexe. Mentre que per als nord-americà heterosexuals la revolució sexual va haver d'esperar fins a la introducció de les píndoles anticonceptives (1960), per als homosexuals ja es donaven les condicions des dels anys trenta.
Els membres de l'exèrcit nord-americà, sospitosos d'homosexualitat durant els primers anys de la Segona Guerra Mundial eren empresonats. El 1944 la prefectura militar va imposar una hospitalització forçada. Els psiquiatres militars van obtenir d'aquesta manera la possibilitat d'estudiar homosexuals en un nombre i amb una representativitat com mai s'havia fet abans. Una sèrie de psiquiatres —entre ells Clements Fry i Edna Rostow— van arribar, a través d'aquests estudis, a conclusions que no coincidien amb l'opinió majoritària que l'homosexualitat era un desequilibri, però no se'ls va prestar molta oïda.
El 1948 els va seguir l'estudi d'Alfred Kinsey El comportament sexual de l'home. Aquest estudi, que també es basava en entrevistes, va tenir un impacte enorme en la societat nord-americana, ja que confrontava el públic per primera vegada amb el fet que l'homosexualitat i la bisexualitat no eren fenòmens marginals, sinó que afectaven en major o menor grau la majoria de la població. El treball de Kinsey va contribuir de manera decisiva a alliberar el discurs social sobre la sexualitat. Va reemplaçar el discurs religiós i moral per un discurs científic. L'Institut Kinsey el 1947, va continuar publicant posteriorment importants estudis sobre l'homosexualitat.
El 1951 va aparèixer el llibre The Homosexual in America (l'homosexual als Estats Units) d'Edward Sagarin, que ho va publicar sota el pseudònim Donald Webster Cory. El llibre, escrit des d'un punt de vista favorable a l'homosexualitat, va tenir algun èxit, en fer un retrat complet de la subcultura homosexual masculina.
El 1957 Evelyn Hooker va publicar el seu estudi The Adjustment of the Male Overt Homosexual (l'adaptació de l'home obertament homosexual), al qual demostrava per primera vegada que els homes homosexuals no es distingien dels heterosexuals quant a salut mental. El 1965 va seguir el llibre Sexual Inversion: The Multiple Roots of Homosexuality (inversió sexual: les múltiples arrels de l'homosexualitat) de Judd Marmor, al qual s'argumentava que l'actitud cap a l'homosexualitat era determinada per la cultura. Com a resultat d'aquest treball científic, l'Associació Psiquiàtrica dels Estats Units, va decidir el 15 de desembre de 1973 d'esborrar l'homosexualitat de la seva llista de malalties mentals. No obstant això, alguns pocs psiquiatres com Charles Socarides (1922-2005) encara el 1992 va crear una associació de recerca per la curació dels gais. Irving Bieber (1909-1991) va mantenir la seva opinió que l'homosexualitat era un desequilibri neurótic, publicada el 1962 fins a la seva mort.

### Cultura homosexual a la ciutat de Nova York i altres ciutats

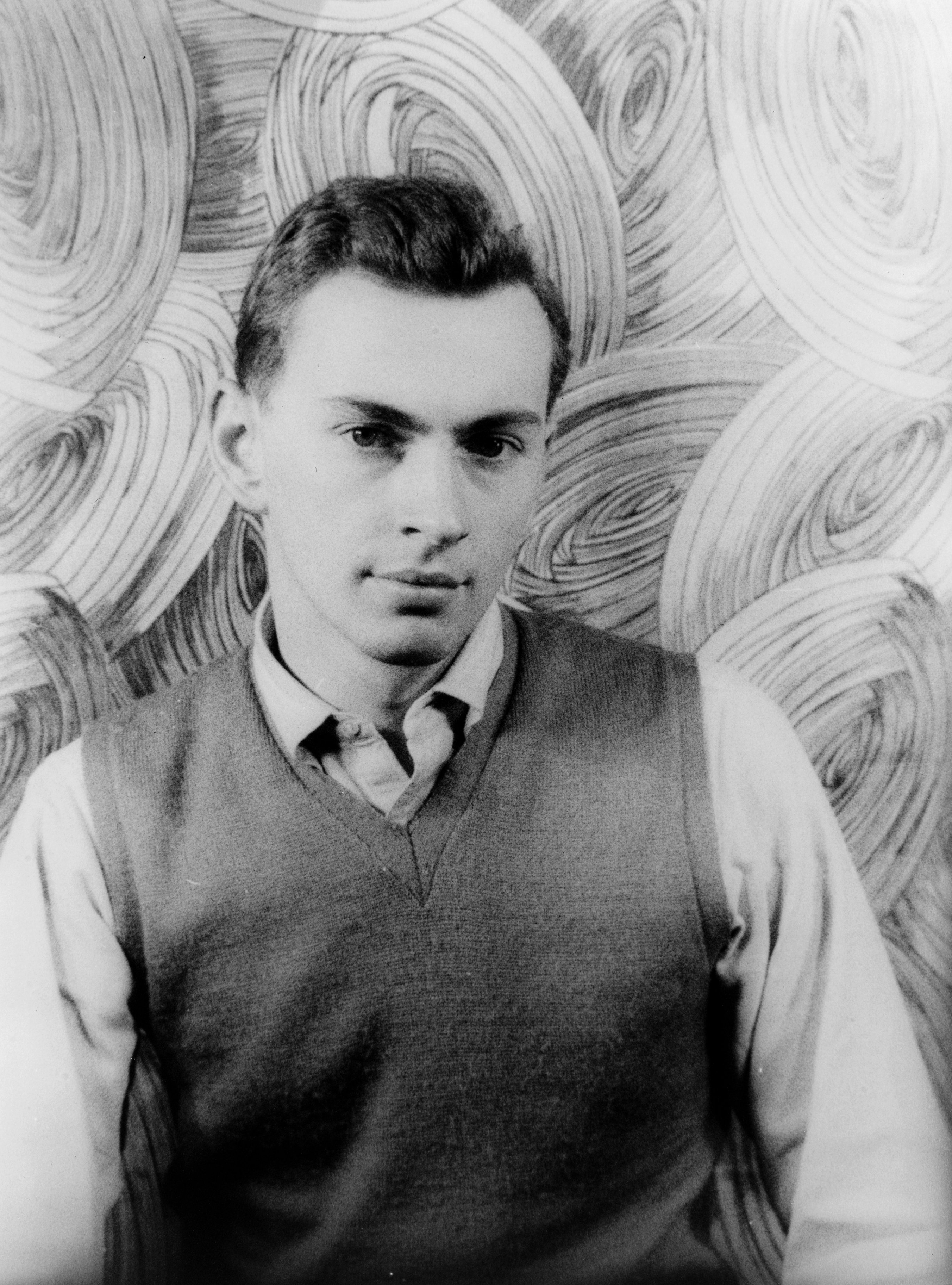
L'escriptor i assagista Gore Vidal (1925-2012) va ser un dels pocs intel·lectuals novaiorquesos que vivia obertament la seva homosexualitat als anys cinquanta.

Durant la Segona Guerra Mundial, centenars de milers de militars van passar per Nova York camí cap a Europa o de tornada. Als anys cinquanta hi vivien més artistes i iconoclastas de qualsevol tendència sexual que a qualsevol altra ciutat nord-americana. Fins i tot abans de la Guerra, la comunitat homosexual de Nova York era la major del país, però a partir de 1940 això encara va anar augmentant. Molts dels quals tornaven de la Guerra s'hi van assentar. Van aparèixer nous locals amb aires homoerótics, com el bar de l'hotel Savoy-Plaza. Ja des de principi dels anys trenta es realitzava anualment un drag ball (un ball de drag queens), a Harlem, que va aconseguir el seu apogeu el 1944.
El 1945 va aparèixer la Veterans Benevolent Association (VBA), una organització de beneficència, que es dedicava a ajudar sobretot exsoldats llicenciats de manera deshonrosa per homosexualitat. Després de la Guerra la cultura de la ciutat es va veure marcada pels escriptors de la generació beat, entre els quals hi havia un nombre elevat d'homosexuals. A Harlem florien des dels anys quaranta els Mount Morris Baths, una de les primeres inoficials cases de banys homosexuals de la ciutat. Els banys eren descobertes com a punts de trobada quan anaven perdent la seva funció original, ja que cada vegada més habitatges tenien banys propis. Als anys seixanta, la ciutat tenia un ambient homosexual florent, amb més de quaranta bars i clubs gais i tres o quatre per a lesbianes. Els bars complien una funció encara més important per al desenvolupament de la cultura lèsbica, del que l'eren per a la cultura gai, ja que per a les lesbianes no existien altres punts de trobada.
Igualment durant la Segona Guerra Mundial, va aparèixer un ambient intel·lectual homosexual, al centre del qual es trobava el mecenes Lincoln Kirstein. Al seu saló literari acudien, entre d'altres, els escriptors W.H. Auden, Glenway Wescott i Monroe Wheeler i el pintor Paul Cadmus. A Nova York també vivien gais inconformistes, com els poetes Allen Ginsberg, John Ashbery, Frank O'Hara i Audre Lorde, els escriptors Gore Vidal, Truman Capot, Christopher Isherwood, W.H. Auden, William Inge, Arthur Laurents, Edward Albee i Tennessee Williams, els pintors Jasper Johns, Robert Rauschenberg i Ellsworth Kelly, el fotògraf George Platt Lynes, l'arquitecte Philip Johnson, el ballarí Rudolf Nuréiev i els compositors Leonard Bernstein, Ned Rorem, John Cage, Aaron Copland i Cole Porter. La majoria d'aquests artistes preferien que la seva condició sexual no es fes pública.
Subcultures homosexuals ja existien des de la fi del segle xix en moltes altres ciutats nord-americanes, com Chicago, Los Angeles i San Francisco. San Francisco va rebre una immigració d'homosexuals especialment alta des que als anys cinquanta els escriptors de la Generació beat s'instal·lessin allí. L'activista gai José Sarria ja el 1961 s'hi va presentar com a regidor de l'ajuntament de la ciutat. El 1964, la revista Life va declarar la ciutat «capital gai d'Amèrica». Aquest mateix any es va fundar a San Francisco la SIR (Society of Individual Rights), que tenia una orientació més política que la Mattachine Society i que, per tant, serviria de model a organitzacions posteriors. Tal com han demonstrat Brett Beemyn i un equip d'autors, la subcultura homosexual no només existia en l'ambient suposadament més liberal de les grans ciutats, sinó que també innombrables petites ciutats tenien el seu propi ambient.

### Època del mccarthisme
Als Estats Units durant l'època del maccarthisme, va començar una caça contra elements anomenats «subversius», que segons la convicció de Joseph McCarthy i molts altres conservadors, havien infiltrat el govern nord-americà a tots els nivells per lliurar el país als comunistes. Als «subversius», a més d'altres grups marginals, se'ls van unir aviat el conjunt «dels homosexuals». McCarthy i el secretari d'Estat John Puerifory van declarar que hi havia una «homosexualitat clandestina» que feia el treball preparatori per a la «conspiració comunista». Aquesta teoria de la conspiració es basava en un rumor que circulava per Washington que deia que Adolf Hitler havia estat en possessió d'una llista d'homosexuals estrangers —també nord-americans— per fer-los xantatge. Aquesta llista hauria caigut el 1945 en mans de l'estalinista Unió Soviètica. El planificador de la campanya antihomosexual va ser Roy Cohn, un conseller de McCarthy, encara que va tenir el suport del president del comitè nacional del Partit Republicà, Guy Gabrielson. La premsa va encunyar les paraules pervert peril (perill pervertit) i lavender scare (terror rosa). Es van publicar uns quants informes a la primavera de 1950 i el juny, el senat americà va encarregar una invertigació d'aquests rumors. Des d'aleshores es va començar actuant contra homosexuals, amb el resultat que molts funcionaris van perdre el seu treball. El 1954 el FBI va començar a infiltrar i vigilar organitzacions homosexuals.
Entre els més coneguts crítics de la campanya de difamació es trobava el periodista Max Lerner, que va escriure pel Washington Post en 1950 la sèrie d'articles «Washington Sex Story». En 1953 el president nord-americà Dwight D. Eisenhower va signar l'ordre executiva n.º 10450 que, entre altres coses, deia que el govern no podia donar treball a cap homosexual en interès de la seguretat nacional. La prohibició d'entrar en el funcionariat per als homosexuals es va mantenir fins a 1975.
La major histèria col·lectiva contra homosexuals en la història recent dels Estats Units es va produir l'octubre de 1955 a Boise, a l'estat d'Idaho, després de presumptes assalts a, suposadament, centenars de joves. La policia va interrogar gairebé 15.000 residents a la recerca d'un grup d'autors homosexuals. Les recerques van produir centenars de noms de sospitoso. Finalment es va detenir setze homes, dels quals nou van ser condemnats.

### Homosexuals en el moviment de drets civils (1955-1968)

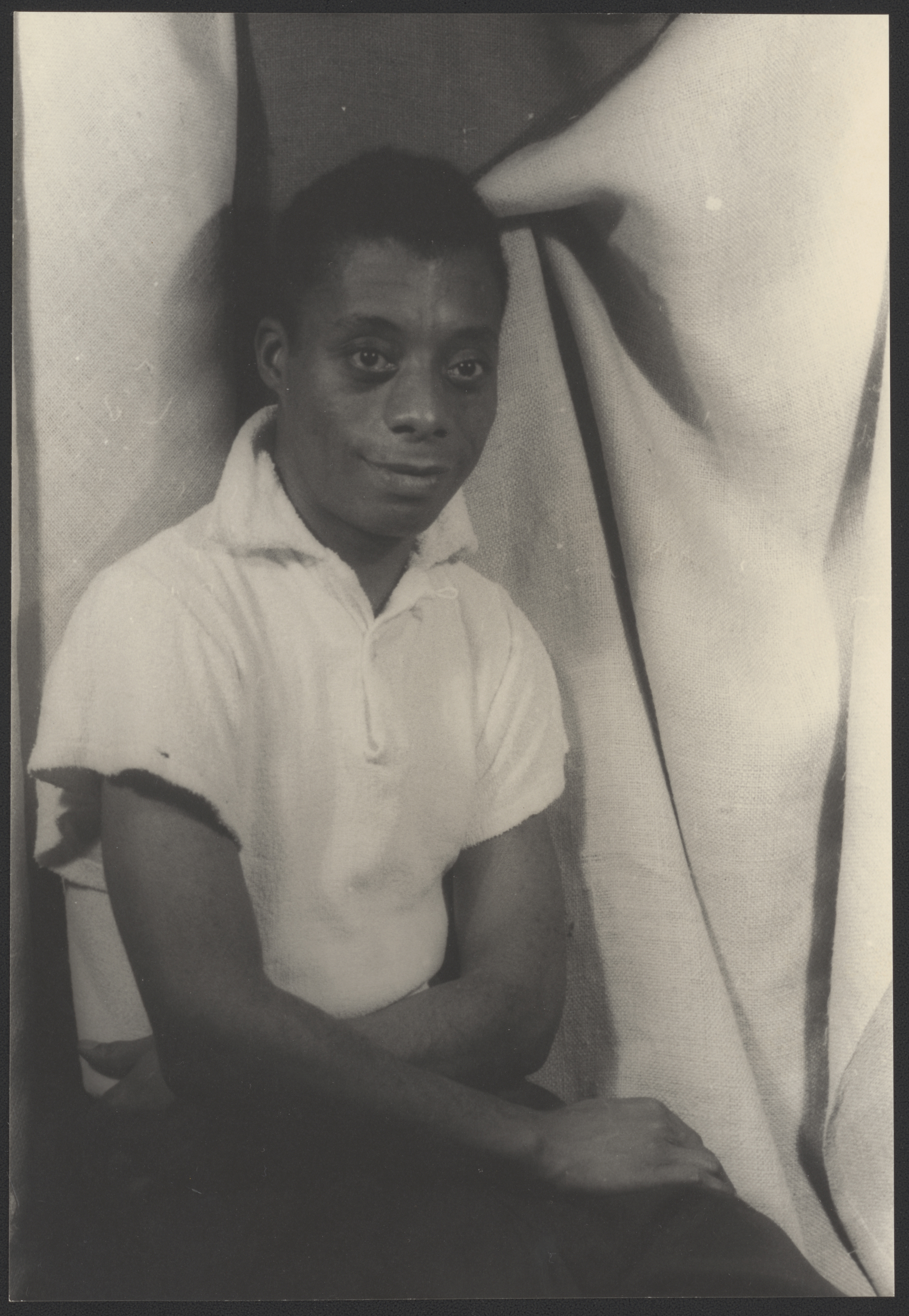
L'escriptor bisexual James Baldwin, un dels més coneguts precursors del moviment de drets civils

Ja el 1951 Edward Sagarin havia indicat que els homosexuals —igual que els jueus i els afroamericans— eren una de les minories amb problemes més importants als Estats Units. Com que als anys cinquanta i principi dels seixanta, l'homosexualitat estava molt més embolicada en tabús que la discriminació d'afroamericans i a més els homosexuals admetien la seva condició públicament en rares ocasions, els seus drets no apareixien a l'agenda dels defensors dels drets civils. Activistes com Jack Nichols i Franklin I. Kameny, que el 1968 van encunyar l'eslògan «Gay is good» (gai és bo), joc de paraules amb God is good, (Déu és bé), van participar en demostracions a favor dels drets civils de les minories, com la marxa sobre Washington per l'ocupació i la llibertat, però no ho van fer com a representants del moviment gai.
Un dels activistes més importants del moviment de drets civils als Estats Units va ser l'escriptor obertament bisexual James Baldwin, les novel·les del qual han denotat una vegada i una altra l'enorme pressió que sofreixen els que són bisexuales i negres alhora. Un altre activista del moviment de drets civils obertament homosexual va ser Bayard Rustin, que va ser conseller de Martin Luther King als anys seixanta. Més tard va posar més èmfasi en la defensa dels drets dels homosexuals. El Civil Rights Movement va esdevenir el model del moviment d'emancipació gai.

### Organització del moviment de drets civils
El novembre de 1950 Harry Hi va fundar a Los Angeles la primera organització homosexual dels Estats Units que tindria continuïtat: la Mattachine Society. L'objectiu principal de l'associació, que aviat va tenir sucursals a altres ciutats nord-americanes i editar una revista, la Mattachine Review (1955-1966), era fer propaganda per aconseguir el reconeixement social dels homosexuals. També el 1950 s'hi va fundar l'organització Knights of the Clock que volia recolzar parelles homosexuals amb color de pell diferent.
El 1952, uns exmembres de la Mattachine Society van fundar ONE Inc., una organització LGBT basada a Los Angeles. ONE Inc. va editar a partir de 1953 la reeixida revista ONE Magazine i va fundar el 1956 l'ONE Institute, que a partir de 1957 va ofrir cursos sobre la història gai. El One Institute, al seu torn, editava la primera revista científica a nivell nacional a temàtica gai, l'One Institute Quarterly. ONE es va fusionar el 1996 amb l'ISHR (Institute for the Study of Human Resources).
El 1955 es va fundar a San Francisco Daughters of Bilitis (DOB), la primera associació lèsbica de defensa de drets civils. Aviat DOB va tenir sucursals en altres ciutats nord-americanes i des de 1956 va publicar la revista The Ladder. DOB pretenia organitzar un fòrum social que, al contrari que els bars per a lesbianes, fos segur enfront de les ràtzies policials.
Kameny i Nichols van fundar el 1961 la Mattachine Society of Washington, que, al contrari del seu equivalent de Nova York, volia aconseguir canvis polítics i va començar a fer treball de lobby, que se centraven sobretot a aconseguir la fi de la prohibició per a homosexuals de treballar al servei públic. El 1962 es va fundar a Filadèlfia la Janus Society que va editar la revista de gran tiratge Drum Magazine. El 1963 algunes de les majors organitzacions homosexuals es van unir en la TIRO (East Coast Homophile Organizations).
El 19 de setembre de 1964 es va produir la primera manifestació a favor dels drets dels homosexuals en la història dels Estats Units: un grup d'uns deu manifestants va protestar aquest dia en Whitehall Street a la ciutat de Nova York contra la discriminació d'homosexuals a l'exèrcit. L'estiu de 1965 es van produir manifestacions semblants per primera vegada a la capital, Washington. El 1966/67 es va crear la NACHO (North American Conference of Homophile Organizations), la primera federació d'organitzacions del país. Tenia més de 6000 membres, però es va dissoldre el 1970. La primera universitat nord-americana que va reconèixer una associació estudiantil homosexual va ser la Universitat de Colúmbia (Nova York) el 1967. El gener de 1967 diversos centenars de persones van protestar al Sunset Boulevard a Los Angeles contra les ràtzies policials contra bars gais, la major manifestació fins aleshores. Aquest mateix any, al barri Greenwich Village de Nova York, l'activista Craig Rodwell va obrir la primera llibreria de temàtica LGBT, l'«Oscar Wilde Memorial Bookshop».

### Religió i homosexualitat
Quan als anys cinquanta i seixanta la religió va començar perdent influència i, sobretot, els tabús imposats pel puritanisme van caure un darrere l'altre, algunes comunitats religioses van començar a repensar el seu punt de vista enfront de l'homosexualitat. La diòcesi episcopaliana de Nova York va donar suport al 1964 la descriminalització dels actes homosexuals. També el 1964 el reverend Ted McIlvenna i altres religiosos van fundar el Council on Religion and the Homosexual, que va promocionar una actitud positiva cap a l'homosexualitat i va aconseguir una gran influència, sobretot entre els heterosexuals liberals. El 1967 un congrés de representants de l'Església episcopaliana va decidir que l'homosexualitat ja no havia de ser condemnada. El 1968 un grup gai va crear a Los Angeles la Metropolitan Community Church, una església lliure que va créixer ràpidament. En l'actualitat coordina una xarxa d'esglésies per tot el país. Altres comunitats religioses, com l'Església catòlica romana i les esglésies protestants conservadores, sovint sota la denominació d'evangèlics, segueixen mantenint el seu rebuig a l'homosexualitat fins al present.
Dins del judaisme nord-americà, van ser els jueus reconstruccionistes i els jueus reformistes els corrents que primer es van obrir a l'homosexualitat. El 1972 es va crear a Los Angeles, la primera congregació jueva formada per homosexuals: Beit Chaim. Un any més tard va aparèixer a Nova York la congregació Beit Simchat Thora. Ja el 1969 homosexuals catòlics havien fundat l'organització DignityUSA; el 1974 va seguir IntegrityUSA dels episcopalianos i el 1977 Affirmation: Gay & Lesbian Mormons de la La Església de Jesucrist dels Sants dels Últims Dies.

### Homosexualitat als mitjans de comunicació
Després que el 1963 A. M. Rosenthal va esdevenir editor del The New York Times, el periòdic va ser el primer dels grans diaris nord-americans a publicar grans articles sobre l'homosexualitat. Editorials com «Growth of Overt Homosexuality in City Provokes Wide Concern» (El creixement de l'homosexualitat pública a la ciutat provoca preocupació en amplis sectors, el 17 de desembre de 1963) no eren necessàriament a favor dels homosexuals, però van acabar amb la supressió del tema del discurs públic i va aconseguir l'atenció del país. Les involuntàries sortides de l'armari va aconseguir arribar als titulars com ara el campió de tennis Bill Titllin (1947) i el conseller electoral de Lyndon B. Johnson, Walter Jenkins (1964).
La supressió del codi de Hays als anys seixanta va evidenciar la disminució de la influència del puritanisme moral en la indústria del cinema nord-americà. Des de la fi dels anys cinquanta, s'havien realitzat a Hollywood pel·lícules als quals l'homosexualitat apareixia de manera cada vegada més explícita.
- De sobte, l'últim estiu (títol original Suddenly, Last Summer 1959)
- La calúmnia (The Children's Hour, 1961)
- Tempesta sobre Washington (Advise & Consent 1962)
- Reflexos en un ull daurat (Reflections in a Golden Eye 1967)
- El ball dels vampirs (Dance of the Vampires (1967)
- Flesh (1968)
- The Gay Deceivers (1969),
- Cowboy de mitjanit (Midnight Cowboy, 1969)
- The Boys in the Band (1970)
- My Own Private Idaho (1991)
- Brokeback Mountain (2005) i molts altres.

## 1969-1980

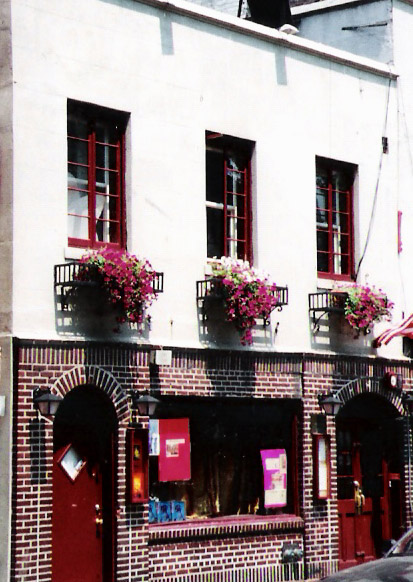
El bar Stonewall Inn al carrer Christopher Street al barri novaiorquès de Greenwich Village en 2005.

### Disturbis de Stonewall (1969)
Les autoritats de Nova York sovint negaven la llicència per servir alcohol als bars que eren visitats per homosexuals i com que en aquests se servia alcohol de totes maneres, la policia organitzava regularment ràtzies als anys seixanta als llocals d'ambient gai. El 28 de juny de 1969 un d'aquests assalts al bar Stonewall Inn va acabar amb resistència violent contra les forces policials i un setge de diversos dies.
Fins a aquest moment mai havien resistit físicament i l'acció va tenir molt impacte entre els gais. No només va tenir com a conseqüència una solidarització a curt termini, sinó que també va ser el punt de partida de la campanya internacional de l'orgull gai. Mirant cap enrere, molts activistes gais han donat una grandesa mítica als disturbis de Stonewall, provinent principalment de la necessitat de donar a la lluita per l'emancipació gai un inici simbòlic, de l'estil de la presa de la Bastilla.
Els assalts policials no van acabar amb els disturbis de Stonewall. El 8 de març de 1970 la policia va detenir al Snake Pit, un altre bar gai a Greenwich Village, a 167 persones. L'incident va tenir una rellevància especial perquè un dels detinguts, un jove argentí, per por de perdre el seu visat, va saltar per la finestra i es va ferir greument.

### Tendències generals després de Stonewall
Els disturbis de Stonewall deuen una part de la seva influència al fet que van passar en una època plena de canvis socials i culturals. Els disturbis estaven entroncats en una transformació dels valors i una liberalització de la sexualitat, que també es podia veure en la revolució sexual i en el moviment hippie.
Lesbianes i gais de zones rurals i petites ciutats van emigrar en grans quantitats a ciutats com a San Francisco, Nova York, West Hollywood, Chicago, Nova Orleans, Atlanta i Houston, que van viure una explosió com a centres d'una cultura obertament homosexual. Aquesta es va dividir de seguida en moltes subcultures menors, que tenien al seu torn punts de trobada diferents. En una època quan el món heterosexual es vestia amb la moda unisex i admirava ídols andrógins, com per exemple David Bowie, els gais, per contra, seguien un patró de «masculinització» de la seva imatge.
A principi dels anys setanta s'estén el tipus social anomenat Castro Street clon (clon del carrer Castro), que es caracteritzava per portar botes de cuir, vaquers Levi’s molt ajustats, jaqueta de cuir i bigoti, a més d'anar regularment al gimnàs. Aquest ambient de cuir i vaquers era extremadament promiscu, un fet que van reconèixer a partir dels anys setanta els amos de bars gais que van organitzar un darkroom (cambra fosca). En general, establiments comercials com a bars, cinemes i saunes especialitzades en públic homosexual es van substituir com lloc de lligar que havien tingut els anomenats cruising espots (zones de lligar), com a parcs i banys públics. Al llarg dels anys setanta apareix també l'ambient de festes gais. Durant la seva època d'esplendor, als anys noranta, aquestes Circuit Party (festes de circuit) duraven dos dies i hi participaven sovint més de deu mil persones.
A causa que el terme «homosexual» mantenia connotacions negatives provinents de la psiquiatria, va ser rebutjat per molts homosexuals dels anys setanta, igual que l'eufemisme «homòfil»; en el seu lloc es va reivindicar i es va reintroduir en el llenguatge culte, sense les connotacions negatives, la paraula «gai», que fins llavors havien usat els opositors a l'homosexualitat.

### El moviment homosexual després de Stonewall
Els disturbis de Stonewall marquen una ruptura en la història dels homosexuals als Estats Units. Representen l'inici d'una autoorganització i interconnexió accelerada de la subcultura gai, un moviment que també canvia radicalment el seu programa polític. Mentre que els activistes de les generacions anteriors, com els representants de la Mattachine Society, havien lluitat sobretot per una major acceptació, les generacions posteriors a Stonewall exigien el reconeixement social i una integració completa. A una fase radical, orientada en utopies, que perd impuls a principis dels anys 1970, segueix una altra fase més realista i enfocada a aconseguir reformes que assegurin els drets civils i socials.

#### Organització
Des de 1969 els homosexuals empraven de forma puntual la bandera de l'arc de Sant Martí, inspirada en la cançó Over the Rainbow que Judy Garland canta en la pel·lícula El mag de Oz i que ha estat un símbol tant de l'orgull gai i lèsbic, com de la diversitat de formes de vida. La seva forma definitiva la va obtenir el 1978, gràcies a l'artista Gilbert Baker que aleshores vivia a San Francisco.

La bandera de l'arc de Sant Martí, símbol LGBT internacional

La politització que la comunitat homosexual va sofrir durant l'època dels disturbis de Stonewall, es va expressar en la creació d'organitzacions LGBT, com la radical GLF (Gay Liberation Front), que va ser fundada a Nova York immediatament després dels disturbis. A diferència de la Mattachine Society, el GLF lluitava per un canvi a fons de la societat. Per al primer aniversari dels disturbis de Stonewall van organitzar una manifestació d'homosexuals, la major vista fins al moment: des de Greenwich Village fins al Central Park, amb diversos milers de participants, que es va convertir en la primera marxa de l'orgull gai. Des del 1968, els mètodes de lluita eren extraordinàriament variats i incloïen, a part de les manifestacions, picketings (protestes puntuals), repartiment de pamflets i boicots, també es realitzaven gai-in i kiss-in (petoneig). El 1969 l'activista del GLF Don Jackson va aconseguir una gran atenció mediàtica quan va intentar fundar una colònia de vacances a Alpine County (Califòrnia) amb el nom Stonewall Nation.
Al desembre de 1969 apareix la GAA (Gay Activist’s Alliance), que va triar com a símbol la lletra grega lambda minúscula. La GAA, que al contrari de la GLF tenia una estricta organització, es va allunyar dels mètodes més agressius i de l'agenda radical del GLF, però també va buscar mitjans militants en la seva lluita per la igualtat dels homosexuals. Per cridar l'atenció dels mitjans de comunicació, els membres del GAA realitzaven els anomenats zaps, enfrontaments públics, pacífics i inesperats amb polítics i persones de la televisió, que de seguida van arribar a témer aquestes accions.
Pel fet que molts transvestits i transsexuals consideraven que els seus interessos no estaven ben representats pel Gay Liberation Front, van fundar el 1970 una organització pròpia, la STAR (Street Transvestite Action Revolutionaries). El 1971 es va fundar la Lambda Legal Defense and Education Fund (habitualment anomenada Lambda Legal), una ONG que intentava portar a judici casos seleccionats per crear precedents que beneficiarien a tota la comunitat homosexual. El 1973 exmembres de la Gay Activist’s Alliance van fundar la NGTF (National Gay Task Force), que aviat seria redenominada com a National Gay and Lesbian Task Force. El seu objectiu era aconseguir la igualtat per als homosexuals a través del procés parlamentari. Al contrari que moltes altres organitzacions que recolzaven a les minories, aquestes organitzacions eren recolzades per membres que sovint tenien bons ingressos econòmics, de manera que disposaven de quantitats gens negligibles per fer labor de lobby i donar suport als seus candidats en les eleccions, la qual cosa ho va convertir en un agent important en la política.
Com a alternativa als bars d'ambient, als quals el públic havia de pagar les begudes a preus escandalosos, a partir dels anys setanta apareixen a les grans ciutats cafès que funcionaven com a organitzacions sense ànim de lucre. Al seu torn, d'ells sorgien sovint centres comunitaris de les organitzacions LGBT, als quals s'oferien actes culturals i balls.
L'octubre de 1979, activistes homosexuals van realitzar per primera vegada una marxa sobre la capital de Washington pels drets de gais i lesbianes, en la qual van participar més de 100.000 persones. El 1980 es va fundar la Human Rights Campaign, que en l'actualitat és l'organització homosexual que més membres té als Estats Units i que, com a tal, realitza un important treball de lobby i recolza candidats que estan a favor de la causa LGBT.

#### BDSM gai

La bandera de l'Orgull del Cuir, símbol de l'ambient del cuir.

Després de la II Guerra Mundial, es va desenvolupar, a partir de la subcultura dels motoristes, a la qual poden retrotraerse els inicis de la subcultura BDSM actual, a ciutats com Nova York, Los Angeles i Chicago l'ambient del cuir entre els homosexuals masculins.
El 1972, Larry Townsend va publicar Leatherman's Handbook (que es pot traduir com a «manual d'amant del cuir»), al qual resumia les idees del moviment del cuir, que més tard serien anomenats la Old Guard (vella guàrdia). Als anys noranta, com a reacció a la vella guàrdia, que es caracteritzava per comportaments i regles estrictes i per excloure lesbianes i heterosexuals, va aparèixer la trucada New Guard (nova guàrdia), un moviment del cuir que admetia un espectre més ampli de comportaments sexuals.

#### Desenvolupament de la cultura lèsbica
L'organització lèsbica més influent dels anys cinquanta i seixanta va ser Daughters of Bilitis (DOB), que es va desintegrar cap als anys setanta quan els seus membres es van enfrontar sobre si havien de donar suport al moviment homosexual o el feminisme.

##### Feminisme lèsbic

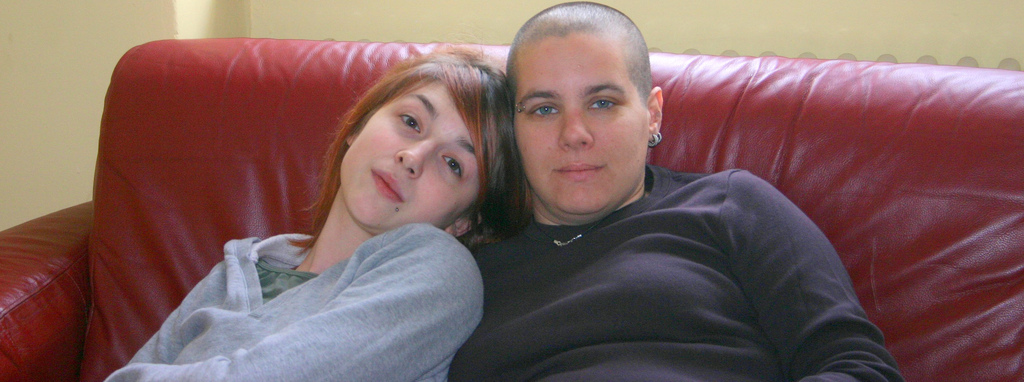
Parella lèsbica.

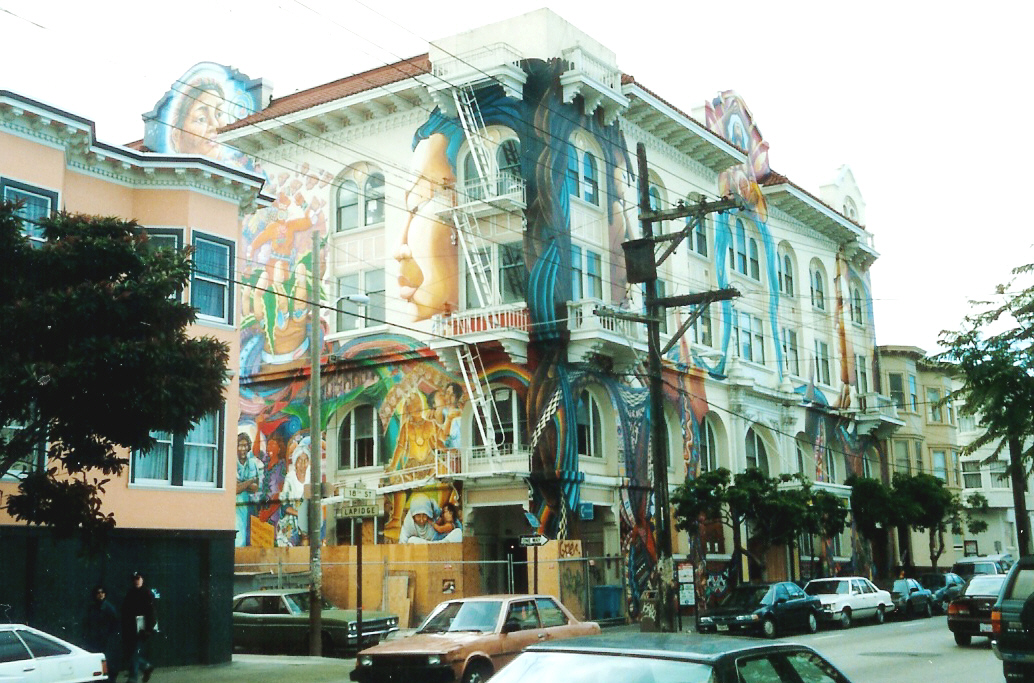
El Women's Building (edifici de les dones), un centre cultural per a dones inaugurat el 1979 al barri Mission a San Francisco.

Moltes lesbianes tenien la impressió que els seus interessos no eren defensats suficientment en organitzacions mixtes. L'abril del 1970 Rita Mae Brown i altres dones abandonen el Gay Liberation Front i funden Radicalesbians (també anomenat Lavender Menace), de curta vida, en que el seu Manifest de la dona identificada amb la dona es formula per primera vegada dins del moviment feminista l'influent concepte del feminisme lèsbic (també anomenat lesbianisme polític). A la fi de l'estiu de 1970 també se separa la Gay Liberation Front Women. De la Gay Activist’s Alliance se separa el 1971 un grup de dones a partir del que es forma el Women's Subcommittee, que a partir de 1972 es diu LLC (Lesbian Liberation Committee).
Les feministes lesbianes es veien enfrontades a una doble repressió (pel sexisme i per l'homofòbia) i estaven convençudes que els seus interessos estaven diametralment oposats als dels homes —també dels homosexuals. Definien el lesbianisme com una declaració política i per això van entrar en conflictes amargs amb moltes feministes heterosexuals. Malgrat tot, a principi dels anys setanta, apareix una cultura lèsbica i femenina que es distancia conscientment de les estructures patriarcals i capitalistes i que crea una infraestructura a força de cafès, llibreries, restaurants, periòdics, bancs, habitatges col·lectius i concerts. Aquesta comunitat de dones estava concebuda com alguna cosa autònom, sovint fins i tot com alguna cosa separatista. Moltes dones lesbianes preferien aquest tipus de cultura encara que només fos perquè, en mitjana, no eren econòmicament tan pudientes com els homosexuals masculins.
Mentre que els gais centraven les seves vides a les «zones alliberades» de les grans ciutats, les lesbianes feministes dels anys setanta van emigrar en grans quantitats a petites ciutats universitàries com Ann Arbor, Northampton, Ithaca o Boulder, o a àrees rurals, on van sorgir comunas de vida i treball, sovint de caràcter fortament separatista. Molt conegut va ser per exemple el The Furies Collective, a Washington, D. C., fundat en 1971.
Una particularitat de la cultura lèsbic feminista que no va tenir amb prou feines correspondència en la comunitat gai, van anar els innombrables actes musicals i concerts a l'aire lliure en els quals es reunien només dones. Per exemple, en 1976 va sorgir el Michigan Womyn's Music Festival, que des de llavors s'ha convertit en concert anual.
Cantautors, les cançons de les quals expressaven els sentiments de les lesbianes durant aquesta època, van ser, entre d'altres, Holly Near, Chris Williamson, Meg Christian, Maxine Feldman, Alix Dobkin i Cris Williamson.

##### Lesbianes «de color»
Lesbianes amb avantpassats no europeus van considerar que cap de les associacions formades fins llavors representaven els seus interessos i van fundar una organització pròpia. Ja el 1976 es van formar a Nova York les «Salsa Soul Sisters», una organització de lesbianes de color, que més tard va passar a nomenar-se African Ancestral Lesbians United for Societal Change (lesbianes africanes ancestrals unides per al canvi social). Li van seguir Lesbian and Gay Asian Alliance (1979), Lesbianes Unides (1983) i United Lesbians of American Heritage (ULOAH, 1989).

##### BDSM lèsbic
Al juny de 1978 apareix el grup Samois, que sota l'eslògan The Leather Menace (l'amenaça de cuir), és la primera organització de feministes lesbianes que defensa els interessos polítics del BDSM lèsbic. El 1981 publiquen el manual Coming to Power, que defensa l'acceptació del BDSM dins del moviment lèsbic. No obstant això, des del començament, les lesbianes sadomasoquistes van tenir un fort enfrontament amb les dones del feminisme lèsbic, que consideraven el BDSM —igual que la pornografia violenta i la distinció entre butch i femme (dones masculines i femenines)— un «tumor maligne» sorgit de la dominació patriarcal, especialment agressiu contra les dones. El debat sobre el BDSM i la pornografia va desembocar en les trucades Feminist Sex Wars (guerres sexuals feministes), en les quals Samois va ser atacat violentament per grups antipornografía com WAVPM (Women Against Violence in Pornography and Mitjana) i Women Against Pornography. Com contrapropuesta del model sexual de les feministes lèsbiques, Pat Califia, Gayle Rubin i altres sadomasoquistes van desenvolupar el concepte del sex-positive feminism (feminisme positiu al sexe), que partia de la premissa que només existeix llibertat sexual si existeix llibertat per triar qualsevol forma d'expressió sexual.

#### Moviment de l'outing
Des dels anys setanta, molts gaylibbers (de Gay Liberation, alliberament gai) defensaven l'eslògan «Out of the closets, Into the streets!» («Fora de l'armari, al carrer!») i es recolzaven, d'una banda, en la idea que el que personal també és polític i ha de ser visible i, per una altra, en estudis, com ara Male Homosexuals de Martin S. Weinberg i Colin J. Williams que afirmaven que els homosexuals que havien sortit de l'armari anaven millor que aquells que vivien amagats. En la «comunitat» homosexual també va augmentar la pressió per definir-se com «exclusivament» gai o lesbiana; persones que es consideraven bisexuales corrien el risc de ser acusades d'homofòbia. També van ser discriminats transvestits, transsexuals i uns altres que no passaven en el motlle.
Molts gaylibbers defensaven també l'«outing» de persones públiques que no volien admetre-ho públicament. Altres consideraven aquesta pràctica com una ingerència inacceptable en la vida privada, i es va generar una viva polèmica dins del moviment. El primer outing polític-tàctic es va realitzar el 1989, quan activistes gais van desvelar en un acte públic el senador republicà d'Oregon, Richard Hatfield de ser homosexual. Van seguir personatges com el corresponsal de la NBC Pete Williams, l'editor Malcolm Forbes, l'actor Richard Chamberlain, la cantant Chastity Bono i el congressista Edward Schrock. El moviment de l'outing va ser recolzat pel periodisme investigador de les noves revistes gais, com OutWeek.
El 2004, per evitar un outing que estava en preparació, el governador de Nova Jersey, James McGreevey, va desvelar la seva homosexualitat als mitjans de comunicació.
Molts altres personatges famosos van sortir de l'armari pel seu propi peu. Entre ells:
- l'excap del departament de salut de Nova York, Howard Brown (1973),
- el jugador de futbol americà David Kopay (1977),
- la jugadora de tennis Martina Navrátilová (1980),
- el jugador de beisbol Glenn Burke (1982) i
- el pioner recaptador de fons Marvin Liebman (1990).

Des de 1988 se celebra anualment el Coming Out Day (dia de la sortida de l'armari).

### Política i legislació

#### Suport de polítics establerts
A principi dels anys setanta el moviment pels drets civils dels homosexuals es va veure recolzat per primera vegada per polítics establerts, entre els quals cal destacar sobretot Edward I. Koch, Arthur Goldberg, Charles Goodell, Richard Ottinger, Robert Abrams i Bella Abzug. És en aquesta època quan els polítics s'adonen que els homosexuals formen un grup d'electors que val més no ignorar. No obstant això, aquests vots no van anar realment decisius fins a 1992 en l'elecció del president Bill Clinton; després de la seva elecció, Clinton va nomenar gairebé cent persones obertament homosexuals per a càrrecs al seu govern, entre ells Roberta Achtenberg i el malalt de sida Bob Hattoy.

#### Revocació de les lleis de sodomia

Data de revocació de les lleis de sodomia a cada estat:
Posterior a 2000
1996 - 2000
1991 - 1995
1986 - 1990
1981 - 1985
1976 - 1980
1970 - 1975
Anterior a 1970

Pràctiques sexuals d'homosexuals, com el sexe anal o oral, que al llenguatge legal tradicional anglosaxó es diuen «sodomia», estaven prohibides i eren castigades en tots els estats dels Estats Units amb multes i, sovint, amb presó. Encara que aquestes lleis estaven adaptades sobretot per als homosexuals, teòricament també afectaven els heterosexuals. Illinois va ser el primer estat que, al context d'una reforma del Codi Penal, va revocar la llei de sodomia el 1962. Després de l'aparició del moviment gai, van seguir als anys setanta diversos altres estats: Connecticut (1971), Colorado, Oregon (1972), Delaware, Hawaii (1973), Massachusetts, Ohio (1974), Nou Hampshire, Nou Mèxic, Dakota del Nord (1975), Califòrnia, Maine, Washington, Virgínia Occidental (1976), Indiana, Dakota del Sud, Vermont, Wyoming (1977), Iowa, Nebraska (1978) i Nova Jersey (1979). Gairebé sempre va ser el legislatiu el que va revocar les lleis; només a Massachusetts es va realitzar el canvi per una decisió del Tribunal Suprem dels Estats Units.

#### Persecució legal
Fins a la desaparició de les lleis de sodomia, seduir homosexuals en banys públics i llocs similars amb agents provocadors per després detenir-los sota l'acusació d'obscenitat era part de la rutina policial. De vegades, queien en el parany d'aquest costum humiliant persones conegudes com el matemàtic i més tard premi Nobel John Forbes Nash Jr., que el 1965 va ser detingut a Santa Monica. La policia de Nova York va acabar amb aquest costum, que va tenir la seva major extensió als anys cinquanta, gràcies a la pressió exercida per la Mattachine Society el 1966. A altres estats aquesta pràctica en banys públics va ser realitzat a gran escala fins a l'eliminació de les lleis de sodomia.
Sensació va causar per exemple la detenció del polític republicà Gaylord Parkinson a San Diego (1974), el vicealcalde de Los Angeles, Maurice Weiner, a Los Angeles (1976),
el general de divisió Edwin A. Walker a Dallas (1976),
el congressista Robert Bauman (que va ser detingut el 1980 quan estava en contacte amb un prostituït menor d'edat), el congressista Jon Hinson a Washington, D. C (1981),
el cantant britànic George Michael a Los Angeles (1998) i
el representant republicà a Florida Robert Allen (2007). L'últim cas és el del senador per Idaho Larry Craig, de posicions contràries a l'homosexualitat, que va ser detingut l'11 de juny de 2007 en l'aeroport de Minneápolis per «conducta lasciva».

#### Altres lleis i costums discriminatoris
La prohibició de la sodomia no era l'única llei que discriminava els homosexuals als Estats Units. Innombrables lleis, ordenances i reglaments federals, estatals i locals asseguraven que els homosexuals es mantinguessin fora de determinades professions i del servei militar i que no obtinguessin acreditació de seguretat que és imprescindible per a moltes professions. Els homosexuals es veien desfavorits per les lleis de lloguer, treball i en l'obtenció d'assegurances; la primera asseguradora nord-americana que va vendre assegurances de vida a parelles homosexuals sota les mateixes condicions que a parelles casades, va ser la MetLife el 1976. Parelles homosexuals tenien sovint problemes per ser enterrats junts. També petons, abraçades o balls plegats eren impensables en públic. En moltes ciutats nord-americanes existien ordenances locals que prohibien el travestisme en llocs públics.
Fins al 1990 l'Immigration and Naturalization Service (Servei d'immigració i naturalització) podia prohibir l'entrada al país d'homosexuals estrangers. També tenen dificultats els estrangers que vol reunir-se amb la seva parella nord-americana.

#### Tutela i adopció
Fins als anys setanta, els homosexuals que les seves parelles necessitessin cures, no aconseguien que els deixessin cuidar-les a casa. Igualment no podien adoptar nens ni tenir-los en acolliment; sovint se'ls retirava fins i tot la pàtria potestat i el dret de visita dels seus propis fills. Al juny de 1972, un jutjat de San José va admetre per primera vegada la causa d'una dona lesbiana per recuperar els seus tres fills. Al maig de 1974, a Filadèlfia, es va lliurar la tutela d'un nen per primera vegada a una parella de lesbianes que no estaven biològicament emparentades amb ell.
Als anys noranta alguns homes van lluitar per primera vegada als jutjats (per exemple a Nova York el 1992) per obtenir el dret d'adopció dels fills de la seva parella («second parent adoption»). Ja el 1990 el tribunal suprem d'Ohio havia permès a un gai adoptar a un nen greument disminuït que tenia en acolliment. L'octubre de 1997 un jutjat de Nova Jersey va permetre per primera vegada adoptar un nen que no estava emparentat biològicament amb cap dels dos d'una parella gai.

#### Esmenes contra el matrimoni i les unions civils homosexuals
| Estat            | Iniciativa                               | Prohibició | Data              | A favor         | En contra       | Aprovada |
| ---------------- | ---------------------------------------- | --- | ----------------- | --------------- | --------------- | -------- |
| 1992:            |                                          | |                   |                 |                 |          |
| Colorado         | Esmena 2 (1992)                          | Accès a benefici de lleis contra l'homofòbia, bifòbia o transfòbia.(Posteriorment anul·lada per la Cort Suprema Federal). | Novembre de 1992  | 53%             | 47%             | Sí       |
| 1998:            |                                          | |                   |                 |                 |          |
| Alaska           | Referèndum 2 (1998)                      | Matrimoni | Novembre de 1998  | 68% (152,965)   | 32% (71,631)    | Sí       |
| Hawaii           | Esmena constitucional 2 (1998)           | Matrimoni | Novembre de 1998  | 69% (285,384)   | 31% (117,827)   | Sí       |
| 2000:            |                                          | |                   |                 |                 |          |
| Nebraska         | Llei 416 (2000)                          | Matrimoni i unió civil | Novembre de 2000  | 70% (450,073)   | 30% (189,555)   | Sí       |
| 2002:            |                                          | |                   |                 |                 |          |
| Nevada           | Referèndum 2 (2002)                      | Matrimoni | Novembre de 2002  | 67% (337,183)   | 33% (164,555)   | Sí       |
| 2004:            |                                          | |                   |                 |                 |          |
| Arkansas         | Esmena constitucional 3 (2004)           | Matrimoni i unió civil | Novembre de 2004  | 75% (753,770)   | 25% (251,914)   | Sí       |
| Geòrgia          | Esmena constitucional 1 (2004)           | Matrimoni i unió civil | Novembre de 2004  | 76% (2,454,912) | 24% (768,703)   | Sí       |
| Kentucky         | Esmena constitucional 1 (2004)           | Matrimoni i unió civil | Novembre de 2004  | 75% (1,222,125) | 25% (417,097)   | Sí       |
| Louisiana        | Esmena constitucional 1 (2004)           | Matrimoni i unió civil | Septembre de 2004 | 78% (618,928)   | 22% (177,103)   | Sí       |
| Michigan         | Proposició estatal - 04-2 (2004)         | Matrimoni i unió civil | Novembre de 2004  | 59% (2,698,077) | 41% (1,904,319) | Sí       |
| Mississipi       | Esmena constitucional 1 (2004)           | Matrimoni | Novembre de 2004  | 86% (957,104)   | 14% (155,648)   | Sí       |
| Missouri         | Missouri Esmena constitucional 2 (2004)  | Matrimoni | Agost de 2004     | 71% (1,055,771) | 29% (439,529)   | Sí       |
| Montana          | Iniciativa legislativa 96                | Matrimoni | Novembre de 2004  | 67% (295,070)   | 33% (148,263)   | Sí       |
| Dakota del Nord  | Esmena constitucional 1 (2004)           | Matrimoni i unió civil | Novembre de 2004  | 73% (223,572)   | 27% (81,716)    | Sí       |
| Ohio             | Llei estatal 1 (2004)                    | Matrimoni unió civil | Novembre de 2004  | 62% (3,329,335) | 38% (2,065,462) | Sí       |
| Oklahoma         | Referèndum 711 (2004)                    | Matrimoni i unió civil | Novembre de 2004  | 76% (1,075,216) | 24% (347,303)   | Sí       |
| Oregon           | Referendum 36 (2004)                     | Matrimonio | Noviembre de 2004 | 57% (1,028,546) | 43% (787,556)   | Sí       |
| Utah             | Esmena constitucional 3                  | Matrimoni i unió civil | Novembre de 2004  | 66% (593,297)   | 34% (307,488)   | Sí       |
| 2005:            |                                          | |                   |                 |                 |          |
| Kansas           | Proposición d'esmena 1 (2005)            | Matrimoni i unió civil | Abril de 2005     | 70% (414,106)   | 30% (178,018)   | Sí       |
| Texas            | Proposició 2 (2005)                      | Matrimoni i unió civil | Novembre de 2005  | 76% (1,718,513) | 24% (536,052)   | Sí       |
| 2006:            |                                          | |                   |                 |                 |          |
| Alabama          | Esmena de santitat de matrimoni          | Matrimoni i unió civil | Juny de 2006      | 81% (734,746)   | 19% (170,399)   | Sí       |
| Arizona          | Proposició 107 (2006)                    | Matrimoni i unió civil | Novembre de 2006  | 48% (721,489)   | 52% (775,498)   | No       |
| Colorado         | Colorado Esmena constitucional 43 (2006) | Matrimoni | Novembre de 2006  | 56% (768,700)   | 44% (612,155)   | Sí       |
| Idaho            | Esmena 2                                 | Matrimoni i unió civil | Novembre de 2006  | 63% (281,823)   | 37% (163,191)   | Sí       |
| Carolina del Sud | Esmena constitucional (2006)             | Matrimoni i unió civil | Novembre de 2006  | 78% (818,894)   | 22% (230,674)   | Sí       |
| Dakota del Sud   | Esmena constitucional C (2006)           | Matrimoni i unió civil | Novembre de 2006  | 52% (172,237)   | 48% (160,756)   | Sí       |
| Tennessee        | Esmena de protecció del matrimoni        | Matrimoni | Novembre de 2006  | 81% (1,417,315) | 19% (326,335)   | Sí       |
| Virgínia         | Esmena constitucional 1 (2006)           | Matrimoni i unió civil | Novembre de 2006  | 57% (1,325,668) | 43% (1,003,967) | Sí       |
| Wisconsin        | Referèndum 1 (2006)                      | Matrimoni i unió civil | Novembre de 2006  | 59% (1,260,554) | 41% (861,554)   | Sí       |
| 2008:            |                                          | |                   |                 |                 |          |
| Arizona          | Proposició 102                           | Matrimoni | Novembre de 2008  | 49%             | 42%             | Sí       |
| Califòrnia       | Proposició 8 (2008)                      | Matrimoni | Novembre de 2008  | 52,5%           | 47,5%           | Sí       |
| Florida          | Esmena constitucional 2                  | Matrimoni i unió civil | Novembre de 2008  | 62,5%           | 37,5%           | Sí       |
| Arkansas         | Esmena constitucional 1 (2004)           | Adopció | Novembre de 2008  | 53%             | 47%             | Sí       |

### Homosexuals en càrrecs polítics

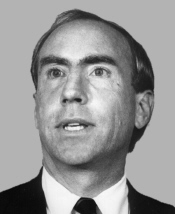
Gerry Studds, membre de la Cambra de Representants dels Estats Units, va admetre la seva homosexualitat el 1983 i posteriorment va ser reelegit 6 vegades.

La primera persona amb un càrrec polític als Estats Units que va admetre públicament la seva homosexualitat, va ser Nancy Wechsler, que de 1972 a 1974 va ser membre electe de l'ajuntament d'Ann Arbor (Michigan). La seva successora, Kathy Kozachenko, va ser la primera política que va ser triada per al seu càrrec que era obertament lesbiana. Kozachenko va treballar a l'ajuntament d'Ann Arbor de 1974 fins a 1976. Ambdues polítics eren membres del Human Rights Party.
Elaine Noble va sortir de l'armari durant el seu primer mandat en la Cambra de Representants de Massachusetts, que havia aconseguit en 1974. Va aconseguir la seva reelecció el 1976, però va tenir problemes després que la cantant Anita Bryant comencés la seva campanya antihomosexual. També el 1974 Allan Spear, un membre del senat de Minnesota, va rsortir de l'armari i el 1976 va guanyar sense problemes la seva reelecció.
Un dels polítics obertament homosexuals més coneguts era Harvey Milk, que era regidor de l'ajuntament de San Francisco des de 1977. El novembre de 1978, Harvey Milk i l'alcalde George Moscone van ser assassinats a tirs per un antic regidor, Donen White. Després que White, al judici consegüent, fora solament trobat culpable d'homicidi, es van produir al maig de 1979 la revolta coneguda com a White Night Riots, un aixecament d'una part de la població homosexual de la ciutat.
El 1979, el president Jimmy Carter va demanar a la lesbiana Jill Schropp de formar part del National Advisory Council on Women (Consell nacional assessor sobre dones). El 1980, Melvin Boozer (1945-1987), un activista gai de color de Washington D.C., va ser nomenat candidat a la vicepresidència en la convenció democràtica de Nova York. A causa que en les eleccions següents va ser triat Ronald Reagan, va ser George H. W. Bush qui ocuparia el càrrec.
Els càrrecs polítics més importants que han pogut ser aconseguits o mantinguts per polítics fora de l'armari van serba la Cambra de Representants dels Estats Units. Gerry Studds (Demòcrata) va pertànyer a la Cambra de 1973 a 1997; Barney Frank (Demòcrata) ha pertangut a la Cambra des de 1981. Encara el 1960 l'havia intentat infructuosament l'escriptor i activista homosexual Gore Vidal.
Quan el 12 d'agost de 2004 el governador de l'estat de Nova Jersey, James McGreevey va sortir de l'armari, va ser el primer governador obertament homosexual en la història del país.

### Homosexualitat als mitjans de comunicació

#### Premsa
A pesar que als anys setanta no hi hagués cap periodista obertament homosexual en els periòdics de caràcter nacional, seguien apareixent articles sobre el tema que donaven suficient material per a discussió, com per exemple el polèmic reportatge de Joseph Epstein Homo/Hetero: The Struggle For Sexual Identity (Homo/hetero: la lluita per una identitat sexual; Harper’s, setembre de 1970) i l'assaig de Merle Miller What it Means to Be a Homosexual (Que significa ser homosexual; The New York Times Magazine, gener de 1971). Miller es va convertir amb la publicació de l'article en la primera personalitat pública obertament homosexual de la premsa majoritària dels Estats Units
A la fi dels setanta li va seguir Joe Nicholson del New York Post. El 1981 Randy Shilts es va convertir en corresponsal del San Francisco Chronicle; Shilts és considerat el primer periodista gai que escrivia sobre temes homosexuals a un periòdic nord-americà de gran tiratge.
Ja des de 1967 va aparèixer a Los Angeles la revista gai The Advocate, la revista LGBT més antiga que s'ha publicat als Estats Units sense interrupció. Immediatament després dels disturbis de Stonewall, va començar la publicació de Gay Sunshine (San Francisco), Washington Blade (Washington, D.C.), Fag Rag (Boston), Gay Insurgent (Filadèlfia), Gay Power (Nova York) i Gay Liberator (Detroit). Als anys següents els seguirien altres com a Gay Community News (GCN) (Boston), Philadelphia Gay News (Filadèlfia), Christopher Street i The Lesbian Feminist (ambdues a la ciutat de Nova York), RFD (Liberty, Tennessee), The Amazon Quarterly (Oakland), The Furies (Washington, D. de C.), Lesbian Tide (Los Angeles), Womanspirit (Wolf Creek) i Lavender Woman (Chicago). El Gay Liberation Front va publicar fins a 1972 un butlletí amb el títol Eat Out!.

#### Televisió

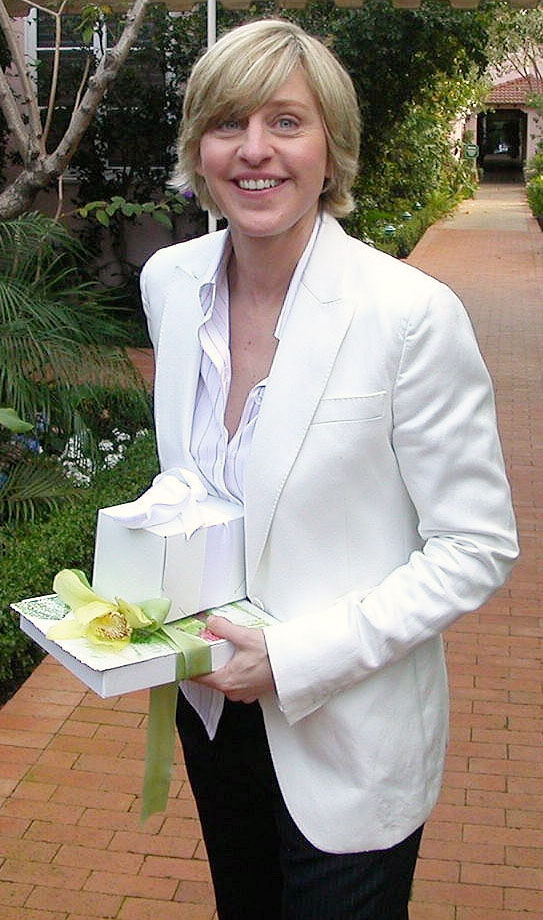
Ellen DeGeneres: una de les primeres actrius obertament lesbianes de la televisió nord-americana

L'homosexualitat es va fer visible a la televisió a la fi dels anys seixanta, entre altres al documental de la CBS The Homosexuals. Aquest documental, emès per primera vegada el 1967, va aconseguir una audiència de quaranta milions d'espectadors en horari de màxima audiència i, per tant, va informar sobre l'homosexualitat més nord-americanes que qualsevol altre esforç anterior. Gairebé al mateix temps (1967-1997) Phil Donahue donava presència televisiva als homosexuals, convidant homosexuals al seu programa d'entrevistes de cobertura nacional. El 1972 ABC va emetre la pel·lícula de televisió That Certain Summer (Aquest estiu) que mostrava per primera vegada en una pel·lícula homosexuals de manera positiva.
El 1973 PBS emet un documental de dotze hores, An American Family (una família nord-americana), acollit positivament per públic i crítica, que mostrava la vida diària de la família d'un jove homosexual.
A l'octubre de 1976 apareix el programa Blueboy Forum, el primer programa regular dedicat als homosexuals en la història de la televisió nord-americana.
El 1981 apareix amb la comèdia Love, Sidney (amb Tony Randall) el primer protagonista homosexual d'una sèrie de ficció per a la televisió. Alhora apareixen homosexuals com a personatges secundaris en sèries d'èxit de la televisió, com Dynasty (1981-1989), Brothers & Sisters (1984-1989), Doctor, Doctor (1989-1991) i Melrose Place (1992-1999). A l'estiu i tardor de 1994, MTV va emetre la seva sèrie documental The Real World: San Francisco. En aquesta època comencen a emetre's per primera vegada sèries televisives amb protagonistes obertament homosexuals, com Ellen (1994-1998), Will & Grace (1998-2006), Normal, Ohio (2000-2001) i Queer as Folk (2000-2005). Des de 2004 s'emet la sèrie The L Word, centrada al món lèsbic i totes les seves variants, però que també és la primera a tenir com un dels seus personatges principals un transsexual.
Des de 2005 hi ha un canal, LOGO, disponible per satèl·lit o cable, dedicat exclusivament al mercat LGBT.

### Moviments contraris
L'entrada de lesbianes i gais en el discurs polític en els anys setanta, va portar a una polarització de la societat nord-americana. L'homosexualitat només era acceptada per una minoria; en les enquestes, un 70% dels enquestats rebutjaven les relacions de gais i lesbianes.
A partir de 1973 es van realitzar una sèrie d'atacs violents contra organitzacions i institucions homosexuals. El 27 de juliol de 1973 va cremar l'església de la Metropolitan Community Church en San Francisco, en un incendi provocat. El 24 de juny de 1973 van morir 32 persones en l'incendi del bar gai Upstairs Lounge a Nova Orleans. L'octubre de 1974 va cremar la central de la Gay Activist’s Alliance a la ciutat de Nova York. L'11 de desembre de 1977 van cremar els Castro Steam Baths a San Francisco. Tots van ser incendis provocats. Va haver-hi innombrables atacs físics i verbals contra homosexuals individuals, fet pel qual es va estendre l'expressió gay bashing (maltractament al gai). Repetides vegades van morir homosexuals en aquests atacs; l'assassinat de Matthew Shepard el 1998 va aconseguir cobertura internacional. Al registre del FBI es va constatar l'any 2005 que el 14,2% de tots els «crims d'odi» van ser contra l'orientació sexual, el 2016 eren 16,7% i contra 1,7% la identitat de gènere.
Des de l'inici dels anys setanta, també es van crear noves organitzacions que rebutjaven l'homosexualitat per diverses raons, sovint religioses. En el moviment «exgay» es van reunir moltes persones —generalment properes a les Esglésies Evangèliques— que seguien considerant l'homosexualitat si no un pecat, almenys una malaltia. Preconitzaven l'abstinència i la teràpia de conversió cap a una sexualitat exclusivament procreativa. Uns exponents d'aquest moviment eren, entre d'altres, la comunitat de creients Love In Action (des de 1973), l'organització cristiana transversal Exodus International (1976), Homosexuals Anonymous —organitzada a la imatge d'Alcohòlics anònims— i l'organització catòlica Courage International (ambdues des de 1980), la International Healing Foundation de Richard Cohen (des de 1998), l'organització de parents PFOX (1998), l'organització jueva JONAH (1999) i l'organització aconfessional PeopleCanChange (2000).
El 1977, la cantant Anita Bryant va començar la seva campanya per a la revocació d'una ordenança contra la discriminació al comtat de Miami-Dade a Florida. Bryant va organitzar el grup polític Save Our Children (salveu als nostres nens) que va tenir suport mediàtic en tot el país i amb el qual es va proposar lluitar contra el «reclutament» de nens pels homosexuals. Amb la seva campanya apel·lava a pors i estereotips profundament arrelats entre molts heterosexuals. Entre els suports de Bryant —a més del governador de Florida, l'arquebisbe catòlic de Miami i el president de B'nai B'rith a Miami Beach— estava el telepredicador fonamentalista baptista Jerry Falwell, que el 1979 va fundar Moral Majority, una organització que «va declarar la guerra» a l'homosexualitat. El president de Moral Majority a Santa Clara, Califòrnia, Dean Wycoff, va declarar el 1982 que estava a favor de la reintroducció de la pena de mort per als homosexuals. Campanyes contra els homosexuals similars van ser realitzades pel telepredicador Pat Robertson i el fundador de la American Family Association, Donald Wildmon. Tots dos van trobar molts seguidors entre els cristians fonamentalistes; uns 200.000 es van manifestar a Washington D.C. sota el lema Washington for Jesus l'abril de 1980. Tot i això, molts es van oposar a l'acció de Bryant, i un boicot del suc de taronja de Florida, per al qual feia publicitat, la va fer perdre contractes lucratius.
Als anys noranta, polítics conservadors establerts van començar a recolzar les campanyes antihomosexuals. Al congrés republicà de 1992 es va decidir dur a terme una agenda antihomosexual, que, juntament amb altres punts programàtics, es van reunir sota el títol de Family Values (valors familiars). Pat Buchanan, que el 1992 i 1996 va ser candidat republicà a la presidència, va cridar a una «guerra cultural» contra els defensors dels drets gais i lèsbics. El president George H. W. Bush, el seu vicepresident Dan Quayle, el congressista Newt Gingrich i altres dirigents del partit republicà tenien posicions similars, encara que menys estridents. També va arribar a tenir alguna notorietat per les seves iniciatives antihomosexuals el senador Jesse Helms. Entre els opositors del moviment d'emancipació homosexual es compten des de sempre organitzacions supremacistes blancs com el Ku Klux Klan.

## 1981-2000

### Sida

Estadística: desenvolupament de la sida als Estats Units. Infeccions. Defuncions

Als anys vuitanta va haver-hi als Estats Units més malalts de sida que a qualsevol altre país del món. A pesar que la comunitat gai ja havia començat a practicar el «sexe segur» cap a 1982/83, l'epidèmia va arribar al seu punt més alt en 1993.
El 1981 als Estats Units molts homosexuals van patir una malaltia que, inicialment, va ser diagnosticada com el Sarcoma de Kaposi. El Center for Disease Control (CDC) va introduir inicialment el nom gai cancer (càncer homosexual) i més tard GRID (Gay-Related Immune Deficiency: deficiència immunològica relacionada amb els homosexuals). Des del 1982 va començar a circular el terme AIDS. A causa que la malaltia va ser detectada entre homosexuals, es va considerar com a malaltia de «marietes» i va ser estigmatitzada com a tal. Aquesta opinió només va canviar molt a poc a poc.
Per a algunes personalitats famoses —com l'actor Rock Hudson, l'artista Liberace, l'ex-jugador de futbol americà professional Jerry Smith i l'exconseller de McCarthy, Roy Cohn— la seva malaltia va implicar una sortida de l'armari involuntària. Alguns fonamentalistes cristians com Jerry Falwell van qualificar la sida com God's punishment for homosexuals (el càstig diví dels homosexuals). El president nord-americà Ronald Reagan, el mandat del qual va coincidir amb una bandada general cap a la dreta de la política als Estats Units i amb l'augment de la influència del evangelicanisme, només va començar a parlar en públic sobre la sida el 1987.
L'opinió pública gai dels Estats Units va reaccionar a la malaltia amb un profund xoc, seguit per un moviment de solidaritat. Ja l'agost de 1981 es va crear a Nova York l'organització d'ajuda Gay Men's Health Crisis (GMHC). Encara que les autoritats sanitàries no van informar suficient sobre la manera de transmissió de la malaltia, els homosexuals van començar el 1983 a canviar profundament els seus costums. El primer fullet sobre «sexe segur» va aparèixer a San Francisco el 1982. Com que el Govern i el Congrés amb prou feines van donar diners per a l'estudi de la malaltia, la investigadora mèdica Mathilde Krim va fundar el 1983 la AIDS Medical Foundation, de la qual va sorgir el 1985 la Foundation for AIDS Research (amfAR) que més tard recolzarien públicament famosos com Elizabeth Taylor, Barbra Streisand, Woody Allen i Warren Beatty
El 1985 sorgeix a la ciutat de Nova York el programa d'ajuda People with AIDS Coalition (PWAC). El 1987 es va formar el grup d'activistes AIDS Coalition to Unleash Power (Act Up), que entre altres coses, lluitava per una representació correcta de la sida als mitjans de comunicació. També el 1987 va començar a San Francisco el Names Project Foundation que va organitzar el AIDS Memorial Quilt, en el qual milers de nord-americans van recordar als seus familiars morts de sida i que va ser nominat el 1989 per al Premi Nobel de la Pau.
Molts punts de trobada gais —sobretot banys i saunes— van tancar durant la crisi de la sida; alhora va aparèixer la controvèrsia sobre si no era millor mantenir aquests punts de trobada i emprar-los per informar sobre els mitjans de transmissió del VIH i del «sexe segur». Al mateix temps van sofrir un auge les empreses que oferien sexe telefònic; amb la popularització d'Internet els fòrums de cibersexe van guanyar en importància.

### Política i Dret
L'eliminació de les lleis de sodomia ja s'havia ralentit a la fi dels anys setanta. A pesar que Alaska, Nova York i Pennsilvània van revocar les seves lleis de sodomia el 1980 i el 1983 els va seguir Wisconsin, precisament als estats molt poblats de Nova York i Pennsilvània, el fet no va tenir com a base una decisió legislativa sinó una decisió judicial.

Lleis de protecció contra la discriminació als EUA en els diferents estats:
Sense protecció
Sector públic i privat:
Orientació sexual i identitat de gènere
Només orientació sexual
Sector públic:
Orientació sexual i identitat de gènere
Només orientació sexual
Estat el 29 de maig de 2007. Existeixen també lleis a nivell local i els funcionaris federals també estan protegits contra la discriminació.

A mitjan anys vuitanta, les activitats gais eren il·legals encara en la meitat dels estats i els esforços dels activistes estaven tan concentrats en la crisi de la sida, que la descriminalització de l'homosexualitat va passar temporalment a segon pla i només es tornaria a tractar el tema a la fi dels anys 1990. El primer estat que va revocar la seva llei de sodomia després de l'inici de l'epidèmia va ser Kentucky el 1992. Li va seguir Nevada el 1993, el Districte de Colúmbia el 1995, Tennessee 1996, Montana 1997, Geòrgia i Rhode Island 1998, Maryland 1999, Arizona i Minnesota 2001 i Arkansas 2002. Per una decisió del Cort Suprema dels Estats Units en el cas de Lawrence contra Texas, el 26 de juny de 2003, els estats d'Alabama, Florida, Idaho, Kansas, Louisiana, Michigan, Mississipi, Missouri, Carolina del Nord, Oklahoma, Carolina del Sud, Texas, Utah i Virgínia van perdre la llei de sodomia. La sentència també va tenir com a conseqüència que els estats no poguessin imposar límits d'edat diferents per a actes homosexuals o heterosexuals.
A part de la legalització dels actes homosexuals, les organitzacions polítiques també van lluitar contra la discriminació en diverses altres àrees. El 1984, la ciutat universitària de Berkeley es va convertir a la primera ciutat als Estats Units on empleats municipals que vivien en situació de parella estable, van obtenir els mateixos drets que els casats. El 1986 la ciutat de Nova York va aconseguir passar una ordenança per la qual es prohibia la discriminació d'homosexuals per part d'empresaris i arrendadors. El 1992 van seguir lleis similars a nivell estatal a Califòrnia, Connecticut, Hawaii, Massachusetts, Nova Jersey, Vermont i Wisconsin.
El cas del Amendment 2 aprovat el 1992 a Colorado, va obtenir molta atenció pública. La llei prohibia a l'estat de Colorado l'aprovació de lleis per les quals persones, a causa de la seva orientació sexual, obtinguessin qualsevol tipus de protecció a les minories, contra la discriminació o un sistema de quotes. Ordenances antidiscriminació, com les que s'havien aprovat en Aspen, Denver i Boulder, van quedar anul·lades amb la llei. L'opinió pública gai i lèsbica va reaccionar al Amendment amb un boicot a Colorado, que només va finalitzar quan el Tribunal Suprem dels Estats Units va anul·lar la llei el 1996.

### Organitzacions
A partir dels anys vuitanta han anat sorgint moltes altres organitzacions LGBT. Des de 1985 la Gay & Lesbian Alliance Against Defamation (GLAAD) lluita contra la representació difamatòria de l'homosexualitat en els mitjans de comunicació. En 1987 es crea la International Foundation for Gender Education (ifge) que defensa els drets dels transsexuals. En 1990, alguns exmembres de Act-up formen Queer Nation, una organització relativament desestructurada, amb l'eslògan «We're here. We're queer. Get used to it» («Som aquí. Som rars/gais. Acostuma-t'hi») i que buscava augmentar la visibilitat dels gais amb accions puntuals. Des de 1992 les Lesbian Avengers segueixen un programa similar. Característic dels anys noranta és la creació d'organitzacions socials que defensen interessos de grups de persones amb identitats cada vegada més específiques. Al segle XXI es troben, per exemple, organitzacions transsexuals com Sylvia Rivera Law Project, Transgender Law Center (ambdues de 2002) i el National Center for Transgender Equality (2003).

### Periodisme LGBT
Randy Shilts va escriure en els anys vuitanta sobre la sida (And the Band Played On, reportatge, 1987). A partir d'aquesta dècada apareixen una sèrie de revistes dirigides al públic homosexual, com Frontiers (1981), la revista lèsbica Corbi (1991), Out (1992) i Instinct (1997).
Des dels anys noranta, en grans parts del públic homosexual se substitueixen els vocables «gai» i «lesbiana» per la paraula «queer» («estrany», de vegades traduït com a «tort»), que és més àmplia que la paraula gai i també més àmplia que les paraules lesbiana, bisexual, transgènere, transsexual o intersexual, i inclou totes les persones que se surten de l'heteronormativitat.

### Servei militar
Des dels anys quaranta als homosexuals els estava prohibit servir en l'exèrcit dels EUA. L'exèrcit era per tant l'últim dels grans ocupadors dels EUA que continuava discriminant explícitament els homosexuals. Activistes com Leonard Matlovich ja havien barallat en els anys setanta per entrar en l'exèrcit com a homosexual declarat. Per a aquest fi, es va crear en 1988 el Military Freedom Project del National Gay and Lesbian Task Force. Després que Bill Clinton prometés en les eleccions presidencials de 1992 que anava a permetre el servei militar per a homosexuals, va arribar a un acord amb els comandaments militars en 1993, després de llargues negociacions, amb la política «Don't ask, don't tell» («No preguntis, no diguis»). Des de llavors els homosexuals poden servir en l'exèrcit mentre ocultin la seva condició sexual. D'altra banda, estan protegits de preguntes sobre la seva orientació sexual i de represàlies. Molts activistes homosexuals, que s'havien barallat per la possibilitat de ser lliurement homosexuals dins de l'exèrcit, van considerar el compromís com una reculada.

### Unions civils i matrimoni homosexual

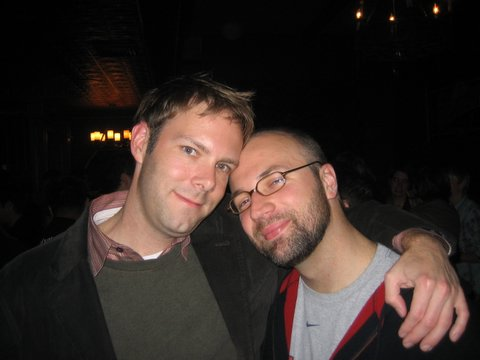
Matrimoni.

Sota la impressió que la cultura homosexual només podria avançar a llarg termini seguint el model de parelles estables, cap al final dels anys vuitanta, els activistes homosexuals van començar a lluitar per aconseguir el reconeixement de les parelles de fet (domestic partnership), les unions civils (civil union, registered partnership) i el matrimoni homosexual (same-sex marriage). Berkeley va ser la primera ciutat dels EUA que en 1984 va permetre el registre de parelles homosexuals. A la capital, Washington, es van legalitzar les unions en 1992, amb una fórmula que donava drets similars als matrimonis. Més tard van seguir Califòrnia (1999), Maine (2004), l'estat de Washington (2006) i Oregon (2008). El primer estat en la qual les parelles homosexuals podien realitzar una civil union va ser Vermont. Van seguir els estats de Connecticut (2005), Nova Jersey (2006) i Nou Hampshire (2008).
Els activistes del matrimoni homosexual van aconseguir el seu primer èxit el 1993, quan el Tribunal Suprem de Hawaii va decidir en el cas Baehr contra Lewin que negar a una parella homosexual la llicència de matrimoni era un cas de discriminació sexual sota la Constitució de Hawaii. El 1996 el president Bill Clinton va signar el Defense of Marriage Act que fixava que ni el Govern Federal, ni els estats individuals estaven obligats a reconèixer matrimonis homosexuals realitzats en un estat federat. També Hawaii va aprovar el 1998 el Constitutional Amendmend 2 que impedia els matrimonis homosexuals en aquest estat.
Entre el 12 de febrer i l'11 de març de 2004 van tenir lloc milers de matrimonis entre persones del mateix sexe a San Francisco. L'alcalde Gavin Newson va ordenar que s'atorguessin llicències de matrimoni a les parelles del mateix sexe, en declarar que la Constitució de Califòrnia, en la clàusula sobre la protecció de la igualtat, li donava l'autoritat suficient per fer-ho. El 20 de febrer de 2004, el Governador Arnold Schwarzenegger va ordenar al fiscal de l'estat en funcions Bill Lockyer de celebrar els matrimonis. Lockyer es va negar malgrat admetre que no eren legal. Les noces es van celebrar l'11 de març de 2004 pel Tribunal Suprem de Califòrnia, quan ja s'havien dispensat llicències a unes 4.000 parelles del mateix sexe. Lockyer i la Alliance Defense Fund (una fundació d'Arizona que representava diverses persones) van realitzar diverses denúncies contra la ciutat i l'estat. Finalment, el 12 d'agost de 2004 el Tribunal Suprem de Califòrnia va declarar nul·les totes les llicències. El primer estat federal que va permetre el matrimoni legal de parelles homosexuals va ser Massachusetts el 17 de maig de 2004, després que el Supreme Judicial Court decidís el 18 de novembre de 2003 en el cas Goodridge contra Department of Public Health que els avantatges legals que gaudien els matrimonis heterosexuals no podien ser negats a parelles homosexuals.

## Present

### Drets

Lleis pel que fa a les parelles homosexuals als Estats Units.
Matrimoni homosexual
Unions civils concedint dretes semblances al matrimoni
Unions civils concedint drets limitats i enumerats
Es reconeixen els matrimonis homosexuals de l'estranger
Les lleis de matrimoni homosexual a Califòrnia estan en una situació complicada, vegeu l'article Matrimoni homosexual a Califòrnia
Sense prohibició específica o reconeixement d'unions o matrimonis entre persones del mateix sexe
Matrimoni prohibit per llei
Matrimoni prohibit constitucionalment
Matrimoni i altres tipus de la unió civil prohibits constitucionalment

Malgrat la sentència del cas Lawrence contra Texas, a 2011, divuit estats segueixen mantenint lleis contra l'homosexualitat en els seus llibres, són: Alabama, Florida, Geòrgia, Idaho, Kansas, Louisiana, Maryland, Massachusetts, Michigan, Minnesota, Mississipi, Montana, Carolina del Nord, Oklahoma, Carolina del Sud, Texas, Utah i Virgínia. A l'estat de Michigan, per exemple, proposar sexe homosexual a un altre adult pot ser condemnat a fins a 15 anys de presó. Les lleis segueixen sent usades i homosexuals segueixen sent arrestats, a pesar que posteriorment són rebutjades pels jutges, encara que no sempre.
Per a l'any 2011, el matrimoni homosexual estava ja reconegut en els estats de Massachusetts (2004), Connecticut (2008), Iowa (2009), Vermont (2009), Nou Hampshire (2010), Washington (2010), Nova York (2011). Les legislacions estatals en Connecticut (2005), Califòrnia (1999), Hawaii (1996), Maine (2004), Nova Jersey (2006), Washington (2007), Nou Hampshire (2007), Oregon (2007) Vermont (1999) i Washington D. de C. (2001) han atorgat la possibilitat d'unions civils o opcions domèstiques molt més limitades per a parelles del mateix sexe. No obstant això, durant les eleccions primàries de 2004 va haver-hi catorze estats que van modificar les seves constitucions per prohibir el reconeixement legal del matrimoni entre persones del mateix sexe, i fins i tot en molts casos les unions civils també. Les lleis de Virgínia, Michigan i Ohio, les més extremes, prohibeixen el reconeixement a les parelles homosexuals de beneficis similars als d'un matrimoni heterosexual. El 7 de setembre de 2007 el Senat de Califòrnia va donar llum verda a l'extensió del matrimoni a les parelles del mateix sexe, encara que Schwarzenegger ja ha anunciat que aplicarà el veto per respectar el referèndum de 2004. D'altra banda, les possibilitats d'adopció varien d'un estat a un altre.
Bill Clinton va intentar ampliar la protecció federal d'homosexuals, dones i discapacitats durant la seva legislatura per crims d'odi. El Departament de Justícia i el FBI conserven estadístiques dels crims d'odi perpetrats des de 1992, d'acord amb la llei d'estadístiques de crims d'odi. Segons aquests informes, dels 113.000 crims d'odi dels quals es té constància des de 1991, el 14% van ser motivats per l'orientació sexual. El projecte de Clinton no va tirar endavant a causa del rebuig de la Cambra de Representants dels Estats Units. No obstant això, al maig de 2007 va haver-hi una altra votació, en la qual sí que es va aconseguir la majoria necessària perquè aquesta legislació tirés endavant. El president Bush ja ha anunciat que vetarà la llei dels crims d'odi per considerar-la innecessària. Des del 26 de juny del 2015, tots els estats del país reconeixen i celebren el matrimoni entre parelles del mateix sexe gràcies a un judici per la Cort Suprema al Cas Obergefell contra Hodges

### Cultura
L'homosexuals han estat descoberts com a grup pel màrqueting, l'anomenat dòlar rosa, ja que molts homosexuals són dinky, double income, no kids (doble ingrés, sense fills), a més de tenir uns ingressos mitjans superiors. El 2006, s'estimava que el valor del mercat LGBT als Estats Units és d'uns 641.000 milions de dòlars. Aquest moviment ha generat campanyes publicitàries dedicades de les quals s'han beneficiat els mitjans de comunicació LGBT, però que també han saltat a mitjans de comunicació generals, augmentant la visibilitat de l'homosexualitat.
Un de les grans fites del cinema LGBT ha estat Brokeback Mountain (2005) d'Ang Lee. La pel·lícula va ser un èxit tant de públic com de crítica, guanyant tres premis Óscar, quatre Globus d'Or i innombrables altres. Altres pel·lícules de temàtica LGBT havien arribat al públic general, com Philadelphia o In & Out, però cap va produir tant impacte en els mitjans de comunicació i en la societat.
Dins del cinema LGBT, el cinema pornogràfic gai, iniciat als anys setanta amb la pel·lícula The Boys in the Sand (1971), s'ha integrat al llarg del segle XXI dins de la cultura gai en una forma en la qual no ho ha fet el cinema pornogràfic heterosexual; els seus actors fins i tot s'han convertit en icones i referents culturals i són acceptats socialment. Els Estats Units van ser el primer gran productor de cinema pornogràfic gai, sobretot a partir dels anys vuitanta gràcies al vídeo i ha mantingut aquesta posició fins al segle XXI.
En l'àmbit de les sèries de televisió, destaca pels seus continguts i pel seu impacte social i mediàtic la producció nord-americana-canadenca Queer as folk.

## Estudis LGBT

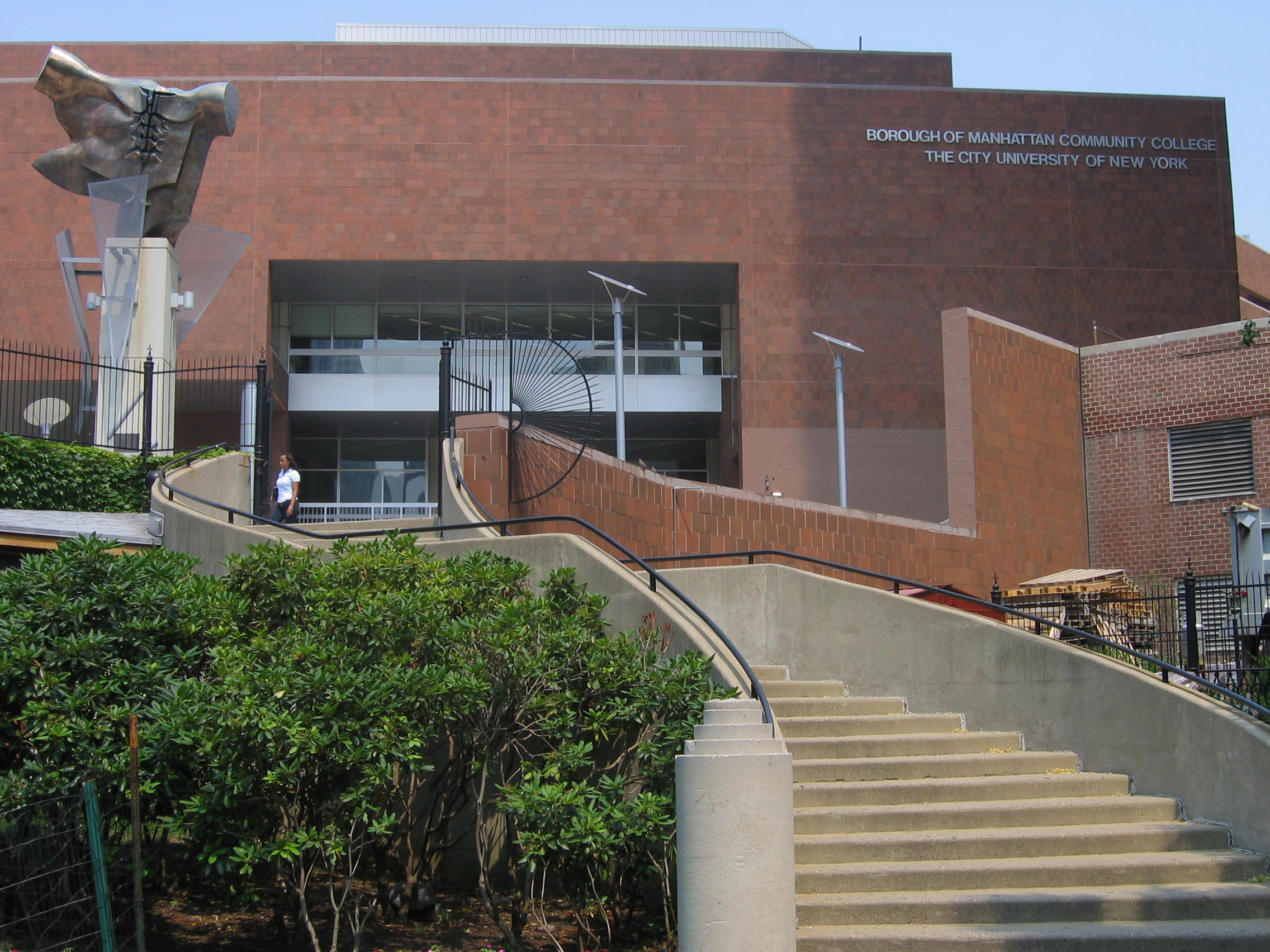
La City University of New York (CUNY) el 1991 va ser la primera universitat nord-americana que va crear un institut de LGBT Studies.

La major biblioteca de recerca del tema és la Biblioteca Pública de Nova York. També disposen d'un gran fons de documentació el Bisexual Resource Center a Boston, els Lesbian Herstory Arxives a la ciutat de Nova York, la biblioteca de la universitat Cornell a Ithaca, Nova York, la Gerber/Hart Library a Chicago, el James C. Hormel Gay & Lesbian Center de la Biblioteca Pública de San Francisco, el One National Gay & Lesbian Arxive de Los Angeles i la June L. Mazer Lesbian Archives a West Hollywood. Després que universitats com la Sagramento State University introduïssin ja el 1972 els primers estudis LGBT, es va crear el 1991 a la City University of New York el primer institut de recerca del país que tenia com a objecte de recerca la cultura, la història i la política homosexual: el Center for Lesbian and Gay Studies. A principi del segle xxi, moltes altres universitats —entre les quals la Universitat Yale, els Hobart and William Smith Colleges a Geneva, Nova York, la universitat de Maryland, la universitat Brown, la universitat d'Illinois, a Chicago, la universitat de Califòrnia, en Berkeley, la Sant Francisco State University i el San Francisco City College— van introduir els LGBT Studies al seu programa d'estudis. A la universitat de Califòrnia de Santa Barbara, existeix des de 2006 el Michael D. Palm Center, un centre d'estudis i recerca que s'ocupa sobretot de les minories sexuals en l'exèrcit nord-americà.
Els historiadors que es disposen a estudiar la història de l'homosexualitat als Estats Units s'enfronten —igual que en altres països— amb el problema que molts dels documents i fonts que poguessin servir per a la reconstrucció d'aquesta història han estat sistemàticament destruïts: en part per la censura i altres vigilants de la moral que intentaven lluitar contra l'obscenitat, en part per parents d'autors homosexuals que, després de la mort dels artistes, intenten protegir l'honor. La destrucció i ocultació de materials de recerca no és només un fenomen de l'època Victoriana, sinó que s'estén fins ben entrat al segle xx. Per exemple, en el cas de Horatio Alger (1832-1899), un prolífic autor de novel·les juvenils, no es van descobrir fins a 1971 documents que demostraven les seves tendències homoerótiques i pedòfiles. Encara el 1978 la South Caroliniana Library de Columbia, Carolina del Sud, va intentar evitar que l'historiador Martin Duberman donés a conèixer cartes d'amor que el polític Thomas Jefferson Withers (1804-1866) havia escrit el 1826 a un altre home. A la professora d'anglès Lillian Faderman se li va negar el permís per incloure en la seva antologia de poesia lèsbica Chloe Plus Olivia (1994) poemes d'Edna St. Vincent Millay. A això s'uneix la dificultat que molts autors homosexuals van emprar en la seva escriptura complicats codis xifrats ocults. Així, Countee Cullen, el poeta principal del Renaixement de Harlem, escrivia les cartes sobre les seves relacions sexuals, que només signava amb un pseudònim, en forma codificada.

## Documentals seleccionats
- 1984: Before Stonewall (John Scagliotti, Greta Schiller)
- 1992: Changing Our Minds: The Story of Dr. Evelyn Hooker (Richard Schmiechen)
- 1993: Last Call at Maud's (Paris Poirier), sobre un bar lèsbic obert en 1966 en San Francisco
- 1994: Coming Out Under Fire (Arthur Dong), pel·lícula sobre soldats nord-americans homosexuals en la Segona Guerra Mundial
- 1999: After Stonewall (John Scagliotti)
- 2005: Gay Sex in the 70s (Joseph F. Lovett), sobre la cultura gai de Nova New York abans de la sida
- 2005: Original Pride: The Satyrs Motorcycle Club (Scott Bloom), sobre un club de motos gai fundat en 1954

### General
- Beemyn, Brett (Ed.). Creating a Place for Ourselves: Lesbian, Gay, and Bisexual Community Histories (en anglès).  Nova York: Routledge), 1997. ISBN 0-415-91389-6.
- Black, Allida M. (ed.). Modern American Queer History (en anglès).  Tremp University Press, 2001. ISBN 1-56639-872-X.
- Katz, Jonathan. Gay American History: Lesbians and Gay Men in the O. S. a. A Documentary (en anglès).  Thomas I. Crowell Company, 1976. ISBN 0-690-01164-4.
- McGarry, Molly; Wasserman, Fred. Becoming Visible: An Illustrated History of Lesbian and Gay Life in Twentieth-Century America (en anglès).  Nova York: Penguin Studio, 1998. ISBN 0-670-86401-3.
- Miller, Neil. Out of the Past: Gay and Lesbian History from 1869 to the Present (en anglès).  Advocate Books, 2005. ISBN 1-55583-870-7.
- Miller, Neil. «In Search of Gay America». A: Women and Men in a Time of Change (en anglès).  Nova York: The Atlantic Monthly Press, 1989. ISBN 0-87113-304-0.
- Minton, Henry L. Departing from Deviance: A History of Homosexual Rights and Emancipatory Science in America (en anglès).  University of Chicago Press, 2001. ISBN 0-226-53044-2.
- Rupp, Leila J. A Desired Past: A Short History of Same-Sex Love in America (en anglès).  University of Chicago Press, 2002. ISBN 0-226-73156-1.

### Història del lesbianisme
- Faderman, Lillian. Odd Girls and Twilight Lovers: A History of Lesbian Life in the Twentieth-Century America (en anglès).  Nova York: Columbia University Press, 1991. ISBN 0-14-017122-3.
- Faderman, Lillian. «To Believe in Women». A: What Lesbians Have Done for America – History (en anglès).  Boston, New York: Houghton Mifflin Company, 1999. ISBN 0-395-85010-X.
- Kennedy, Elizabeth; Davis, Madeline. Boots of Leather, Slippers of Gold: The History of a Lesbian Community (en anglès).  Penguin, 1993. ISBN 0-14-023550-7.
- Califia, Pat. Sapphistry: The book of lesbian sexuality (en anglès).  Naiad Press, 1988. ISBN 0-941483-24-X.

### Èpoques concretes
- Bérubé, Allan. Coming Out Under Fire: The History of Gay Men and Women in World War Two (en anglès).  Free Press, 2000. ISBN 0-7432-1071-9.
- Brown, Lester B. (ed.). Two Spirit People: American Indian Lesbian Women and Gay Men (en anglès).  Haworth Press, 1997. ISBN 0-7890-0003-2.
- Carter, David. Stonewall: The Riots That Sparked the Gay Revolution (en anglès).  St. Martin's Griffin, 2005. ISBN 0-312-34269-1.
- Chauncey, George. Gay New York: Gender, Urban Culture and the Making of the Gay Male World, 1890-1940 (en anglès).  Nova York: Basic Books), 1994. ISBN 0-465-02621-4.
- Corber, Robert J. Homosexuality in Cold War America: Resistance and the Crisis of Masculinity (en anglès).  Duke University Press, 1997. ISBN 0-8223-1964-0.
- Bauml Duberman, Martin. Stonewall (en anglès).  Plume, 1994. ISBN 0-452-27206-8.
- D'Emilio, John. Sexual Politics, Sexual Communities. The Making of a Homosexual Minority in the United States, 1940-1970 (en anglès).  University of Chicago Press, 1998. ISBN 0-226-14267-1.
- Gerassi, Peter Boag, John G. The Boys of Boise. Furor, Vice, and Folly in an American City (en anglès).  University of Washington Press, Reprint 2001. ISBN 0-295-98167-9.
- Loughery, John. The Other Side of Silence: Men's Lives & Gay Identities - A Twentieth-Century History (en anglès).  Henry Holt and Co., 1998. ISBN 0-8050-3896-5.
- Shilts, Randy. And the Band Played On: Politics, People, and the AIDS Epidemic (en anglès).  Stonewall Inn Editions, 2000. ISBN 0-312-24135-6.
- Thompson, Mark. Long Road to Freedom: The Advocate. History of the Gay and Lesbian Movement (en anglès).  Nova York: St. Martin's Press, 1995. ISBN 0-312-09536-8. (über den Zeitraum 1967-1992)
- Williams, Walter L. Spirit and the Flesh: Sexual Diversity in American Indian Culture (en anglès).  Beacon Press, 1992. ISBN 0-8070-4615-9.

### Ciutats i regions individuals
- Armstrong, Elizabeth A. Forging Gay Identities: Organizing Sexuality in San Francisco, 1950-1994 (en anglès).  University of Chicago Press, 2002. ISBN 0-226-02694-9.
- Howard, John. Men Like That: A Southern Queer History (en angèsl).  University of Chicago Press, 2001. ISBN 0-226-35470-9.
- Kaiser, Charles. The Gay Metropolis: 1940-1996 (en anglès).  Boston, New York: Houghton Mifflin, 1997. ISBN 0-395-65781-4. Conjunt inconnex d'episodis individuals.

### Història del moviment BDSM
- Rubin, Gayle. The Valley of the Kings: Leathermen in San Francisco, 1960-1990.  Dissertation Abstracts International, 1994.
- Rubin, Gayle. «The Miracle Mile: South of Market and Gay Male Leather in San Francisco 1962- 1996». A: James Brook, Chris Carlsson i Nancy Peters (Eds.). Reclaiming San Francisco: History, Politics, Culture (en anglès).  San Francisco: City Lights Books, 1998. ISBN 0-87286-335-2.
- Rubin, Gayle «From the Past: The Outcasts». Leather Archives & Museum, 04-04-1998.
- Rubin, Gayle. «Sites, Settlements, and Urban Sex: Archaeology And The Study of Gay Leathermen in San Francisco 1955-1995». A: Robert Schmidt i Barbara Voss (eds.). Archaeologies of Sexuality (en anglès).  Londres: Routledge, 2000. ISBN 0-415-22365-2.
- Townsend, Larry. The Leatherman's Handbook: Silver Jubilee Edition (en anglès). Edició nova ampliada.  L.T. Publications, 2000. ISBN 1-881684-19-9.

### Altres temes específics
- Fone, Byrne. Homophobia: A History (en anglès).  Nova York: Picador, 2001. ISBN 0-312-42030-7.
- Russo, Vito. The Celluloid Closet: Homosexuality in the Movies (en anglès).  Nova York: Harper & Row, 1987. ISBN 0-06-096132-5.
- Streitmatter, Rodger. Unspeakable: The Rise of the Gay and Lesbian Press in America (en anglès).  Boston: Faber & Faber, 1995. ISBN 0-571-19873-2.
- Califia, Pat. Speaking Sex to Power: The Politics of Queer Sex (en anglès).  Cleis Press, 2001. ISBN 1-57344-132-5.
- Marcus, Eric. Making History: The Struggle for Gay and Lesbian Equal Rights. 1945-1990. An Oral History (en anglès).  York: Harper Collins Publishers, 1992. ISBN 0-06-016708-4.
- Rubin, Gayle. «Thinking Sex: Notes for a Radical Theory of the Politics of Sexuality». A: Henry Abelove et alii (Ed.). The Lesbian and Gay Studies Reader (en anglès).  Nova York: Routledge, 1993 (Primera edició de 1984).
- Rubin, Gayle. «Studying Sexual Subcultures: the Ethnography of Gay Communities in Urban North America». A: Ellen Lewin i William Leap (eds.). Out in Theory: The Emergence of Lesbian and Gay Anthropology (en anglès).  Urbana: University of Illinois Press, 2002. ISBN 0-252-07076-3.
- Timmons, Stuart. The Trouble with Harry Hay: Founder of the Modern Gay Movement (en anglès).  Boston: Alyson, 1990. ISBN 1-55583-175-3.